# Gales
Gales (en galés: Cymru [ˈkəm.rɨ]ⓘ; en inglés: Wales [ˈweɪlz]ⓘ) es una nación constituyente del Reino Unido. Se ubica en una península al oeste de la isla de Gran Bretaña, donde limita al este con Inglaterra y al oeste con los mares de Irlanda y Céltico del océano Atlántico. Tiene una población total de tres millones de personas y es un país bilingüe, cuyas lenguas oficiales son el galés y el inglés.
Es una de las naciones celtas y posee una identidad cultural propia que se conformó tras la retirada de los romanos de Gran Bretaña. La derrota de Llewelyn por Eduardo I en el siglo XIII concluyó la conquista anglonormanda de Gales y significó el comienzo de siglos de ocupación inglesa. El territorio fue anexado a Inglaterra en 1284 y más tarde por el Acta de Unión de 1536, creando la entidad legal hoy conocida como Inglaterra y Gales. En el siglo XIX se desarrolló una política local. En 1955 Cardiff fue elegida capital y en 1999 se creó la Asamblea Nacional de Gales, la cual atiende asuntos internos. Su jefe de Gobierno es el ministro principal (First Minister).
La capital y ciudad más grande es Cardiff (en galés: Caerdydd), con 354 000 habitantes. Durante un tiempo fue el principal puerto mundial de carbón y, durante algunos años antes de la Primera Guerra Mundial, tuvo un tráfico más intenso que Londres o Liverpool. Dos tercios de la población viven en Gales del Sur, con otra concentración en el occidente de Gales del Norte. Desde el siglo XIX el país ha adquirido una reputación de lugar folclórico, lo cual se debe en parte al renacimiento de la tradición eisteddfod. Después de Londres, Cardiff es el mayor centro de comunicaciones del Reino Unido.
En 1216 Llywelyn el Grande fundó el principado de Gales. A principios del siglo XV, es decir, cien años después de la conquista inglesa, Owain Glyndwr restauró brevemente la independencia definiendo el carácter moderno del país.
Desde el reinado de Eduardo I de Inglaterra, el monarca británico ha venido concediendo el título de príncipe de Gales a su heredero al trono.

## Etimología
El nombre inglés de Gales, «Wales», procede del anglosajón «Walas» o «Wealas» (el país de los welsh, 'forasteros'), probablemente de la raíz germánica *walhaz, que quiere decir «extranjero no germánico». El nombre nativo, «Cymru», fue adaptado bajo la forma «Cambria» en lenguaje inglés poético.

## Historia
La historia de Gales comienza con la llegada de seres humanos a la región hace miles de años. Los neandertales vivieron en lo que hoy es Gales (o Cymru en galés), hace al menos 230 000 años, mientras que el Homo sapiens llegó alrededor de 31000 a. C.. Sin embargo, los asentamientos estables de los humanos modernos datan del período posterior al final de la última glaciación alrededor del 9000 a. C., y Gales tiene muchos restos del Mesolítico, del Neolítico (principalmente dólmenes y crómlechs) y de la Edad de Bronce. Durante la Edad del Hierro, la región, al igual que toda Gran Bretaña al sur del Firth of Forth, estaba dominada por los celtas britones y la lengua britónica.
La historia escrita de Gales comienza con la llegada de los romanos, que comenzaron su conquista  en el año 43 d. C., e hicieron campaña por primera vez en lo que ahora es el noreste de Gales contra los deceanglos. Las tribus británicas de la época prerromana —deceanglos, ordovicos, cornovii, démetas y siluros.— ocupaban el territorio actual de Gales y también partes de Inglaterra y el sur de Escocia, en lo que se organizaría como la provincia romana de Britania. Los romanos consiguieron el control total de Gales con la derrota de los siluros y finalmente de los ordovicos en 79 d. C. y partieron de Gran Bretaña en el siglo V, abriendo la puerta a la invasión anglosajona.
Varios reinos pequeños se formaron en el actual Gales en el período de la Britania posromana, como  Gwynedd, Powys, Deheubarth, Glywysing y Gwent, al tiempo que los britónicos se convertían al cristianismo. A partir de entonces, la lengua y la cultura britónicas comenzaron a dividirse, y se formaron varios grupos distintos. Los galeses fueron el mayor de estos grupos, y generalmente se desempeñaron independientemente de los otros pueblos de habla britónica supervivientes después del siglo XI.  Durante el período altomedieval el territorio de Gales siguió dividido en pequeños reinos, siendo el gobernante más poderoso el del reino de Gwynedd, que normalmente era reconocido como el rey de los britones (más tarde Tywysog Cymru: Leader o Prince of Wales). Algunos de esos gobernantes fueron capaces de ampliar su control sobre otros territorios galeses y hacia el oeste de Inglaterra y con el paso del tiempo su influencia centralizadora se extendió. A mediados del siglo XI Gruffyd ap Llywelyn llegó a controlar todos los reinos de Gales y algunas zonas de Inglaterra durante un breve período, pero ningún gobernante pudo unificar Gales durante mucho tiempo. La Alta Edad Media en Gales se caracterizó por las luchas internas y la presión externa de los reinos ingleses, primero como Mercia, luego contra el reino unificado de Inglaterra. y posteriormente contra los conquistadores normandos, que llegaron a las fronteras de Gales en el año 1067. La guerra contra los invasores continuó durante más de dos siglos hasta la muerte del Llywelyn ap Gruffudd, el Último Rey en 1282, que condujo a la conquista del Principado de Gales por el rey Eduardo I de Inglaterra y la anexión de Gales al reino de Inglaterra; después, el heredero aparente del monarca inglés llevará el título de "Prince of Wales". Los galeses lanzaron varias revueltas contra la dominación inglesa, siendo la última significativa la que dirigió Owain Glyndŵr a principios del siglo XV, que controló Gales durante unos pocos años antes de que la Corona inglesa restableciera su autoridad. Durante el siglo XVI la legislación galesa fue progresivamente modificada para incorporar las estructuras ejecutivas a Inglaterra. Enrique VIII, él mismo de origen galés como bisnieto de Owen Tudor, aprobó las Leyes en las Actas de Gales con el objetivo de incorporar plenamente a Gales en el Reino de Inglaterra. Bajo la autoridad de Inglaterra, Gales se convirtió en parte del Reino de Gran Bretaña en 1707 y luego en el Reino Unido en 1801. Sin embargo, a pesar de la asimilación inglesa, los galeses conservaron su idioma y cultura. La publicación de la extremadamente significativa primera traducción completa de la Biblia en galés por William Morgan en 1588 ayudó mucho a la posición del galés como lengua literaria.
El siglo XVIII vio el comienzo de dos cambios que afectarían enormemente a Gales, el renacimiento metodista galés —que llevó al país a volverse cada vez más inconformista con la religión— y la Revolución Industrial. Durante el surgimiento del Imperio Británico, el sudeste de Gales, en particular, experimentó en el siglo XIX una rápida industrialización y un aumento rápido de la población como resultado de la explosión de las industrias del carbón y del hierro. Estas zonas fueron “anglificadas” debido a la llegada de inmigrantes, destacando con los territorios rurales, donde se conservó con más fuerza la cultura tradicional galesa. Asimismo, la zona experimentó la influencia del cristianismo metodista.

## Política y Gobierno

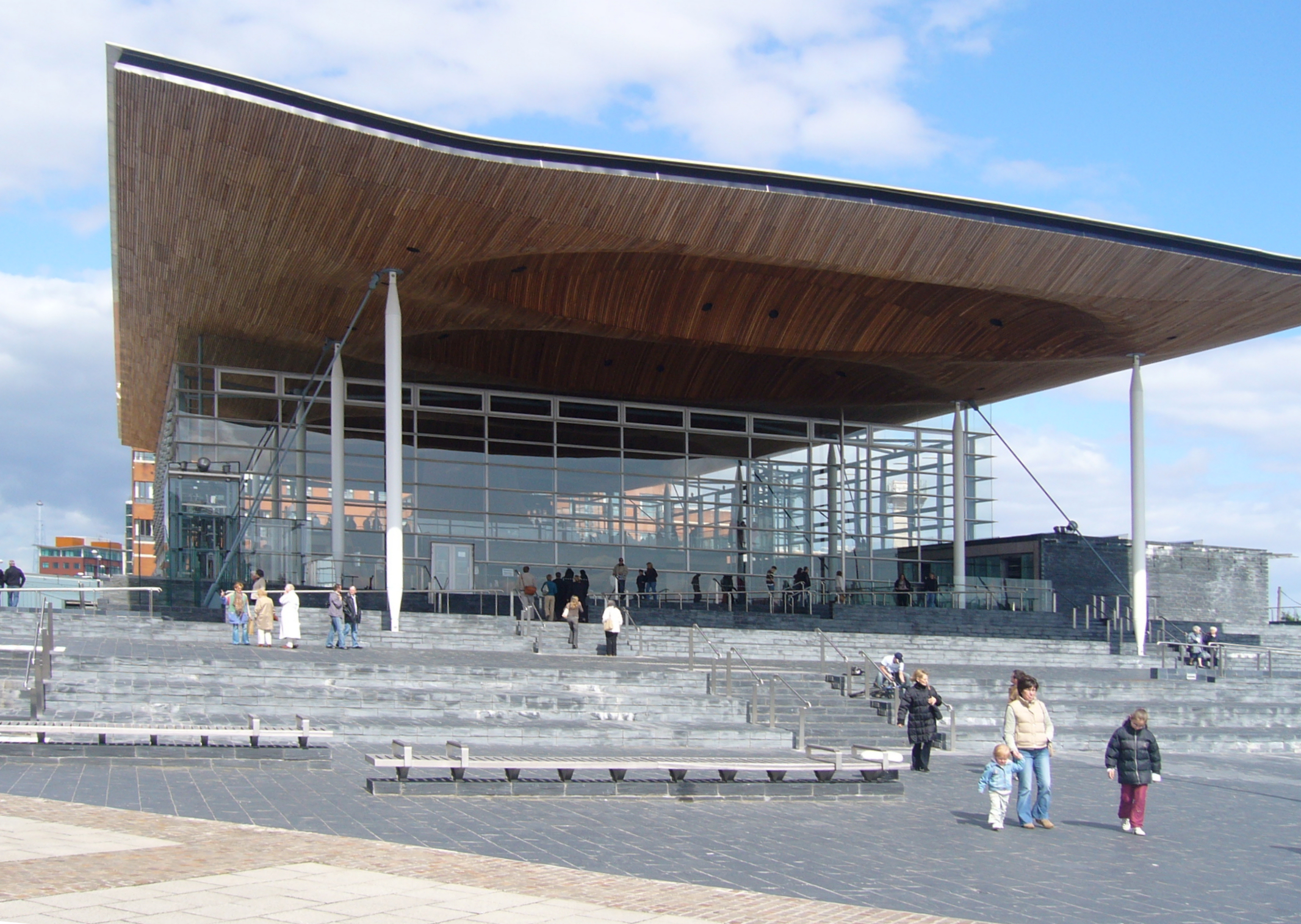
La nueva sede del Senedd, el Parlamento galés.

El Gobierno de Gales es el órgano superior colegiado que dirige la política y la Administración de Gales, y es, asimismo, el titular de la función ejecutiva y de la potestad reglamentaria descentralizada del Reino Unido. Inicialmente fue creado en 1999 como Comité Ejecutivo de la Asamblea Nacional de Gales. Desde 2006 constituye un órgano ejecutivo independiente responsable ante el Parlamento galés.

### Organización territorial

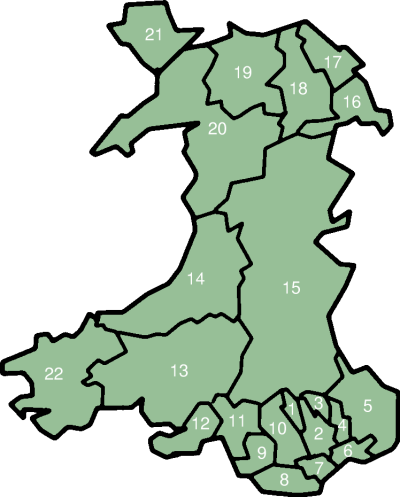
Autoridades unitarias de Gales, creadas en 1996.

Las divisiones sociohistóricas de este país constituyente del Reino Unido son Gales del Norte, Gales del Centro, Gales del Sur y Gales Sur Occidental.
Los trece condados históricos de Gales, existentes entre 1889 y 1974, fueron Monmouthshire, Glamorgan, Carmarthenshire, Pembrokeshire, Cardiganshire, Brecknockshire, Radnorshire, Montgomeryshire, Denbighshire, Flintshire, Merionethshire, Caernarvonshire y Anglesey.
En 1974 se fusionaron algunos de ellos, reduciéndose su número a ocho: Gwent, South Glamorgan, Mid Glamorgan, West Glamorgan, Dyfed, Powys, Gwynedd y Clwyd. Años después perdieron toda función administrativa, pero se conservaron como condados preservados.
En 1996, el país fue dividido en veintidós autoridades unitarias: nueve condados, tres ciudades (Newport, Cardiff y Swansea) y diez distritos condales*: (1) Merthyr Tydfil*, (2) Caerphilly*, (3) Blaenau Gwent*, (4) Torfaen*, (5) Monmouthshire, (6) Newport, (7) Cardiff, (8) Vale of Glamorgan*, (9) Bridgend*, (10) Rhondda Cynon Taf*, (11) Neath Port Talbot*, (12) Swansea, (13) Carmarthenshire, (14) Ceredigion, (15) Powys, (16) Wrexham*, (17) Flintshire, (18) Denbighshire, (19) Conwy*, (20) Gwynedd, (21) Anglesey y (22) Pembrokeshire.
Otras capitales de los condados históricos y actuales son Aberaeron, Brecon, Caernarfon, Cardiff, Carmarthen, Denbigh, Dolgellau, Haverfordwest, Llandrindod Wells, Llangefni, Mold, Monmouth, Montgomery, Presteigne y Ruthin.
Los mayores núcleos demográficos de Gales se sitúan en el sur, con los grandes centros urbanos de Cardiff, Swansea y Newport, además del de Gales del Norte alrededor de Wrexham.

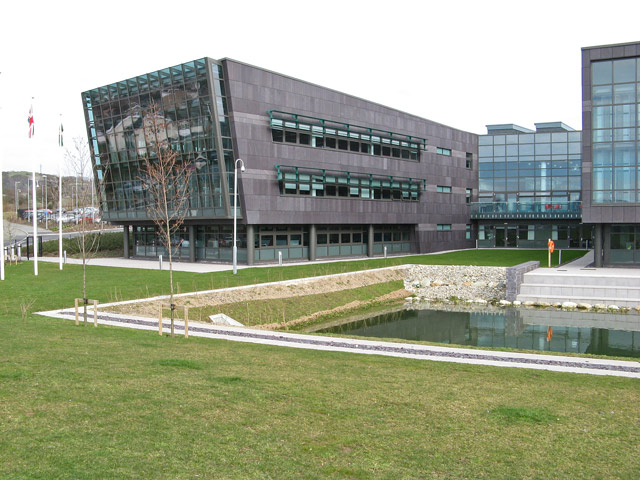
Sucursal del norte de Gales de los edificios del gobierno de Gales

### Gobierno autónomo
Tras el traspaso de competencias en 1997, la Ley del Gobierno de Gales de 1998 creó una asamblea descentralizada galesa, la Asamblea Nacional de Gales, con competencias para determinar cómo se gasta y administra el presupuesto del Gobierno central de Gales. Ocho años más tarde, la Ley del Gobierno de Gales de 2006 reformó la Asamblea Nacional de Gales y permitió que se le otorgaran más competencias con mayor facilidad. La Ley también creó un sistema de gobierno con un ejecutivo propio, el Gobierno de Gales, que depende del poder legislativo, la Asamblea Nacional, a la que rinde cuentas. Tras el éxito del referéndum celebrado en 2011, la Asamblea Nacional quedó facultada para promulgar leyes, conocidas como Leyes de la Asamblea, sobre todas las cuestiones de las materias transferidas, sin necesidad de que el Parlamento del Reino Unido aprobara la competencia legislativa. También obtuvo poderes para recaudar impuestos. En mayo de 2020, la Asamblea Nacional pasó a denominarse "Senedd Cymru" o "Parlamento galés", comúnmente conocido como el Senedd tanto en inglés como en galés.
Las áreas de responsabilidad descentralizadas incluyen la agricultura, el desarrollo económico, la educación, la sanidad, la vivienda, la administración local, los servicios sociales, el turismo, el transporte y la lengua galesa. El Gobierno galés también promueve los intereses galeses en el extranjero.

### Ley
Según la tradición, el Derecho galés fue recopilado durante una asamblea celebrada en Whitland hacia 930 por Hywel Dda, rey de la mayor parte de Gales entre 942 y su muerte en 950. La "ley de Hywel Dda" (galés: Cyfraith Hywel), como se la conoció, codificaba las leyes populares y costumbres jurídicas que habían ido evolucionando en Gales a lo largo de los siglos. Salvo en las Marcas, donde la ley de marzo fue impuesta por los Señores de las Marcas, la ley galesa permaneció en vigor en Gales hasta el Estatuto de Rhuddlan en 1284. Eduardo I de Inglaterra anexionó el Principado de Gales tras la muerte de Llywelyn ap Gruffudd, y la Ley Galesa fue sustituida para los casos penales por el Estatuto. 

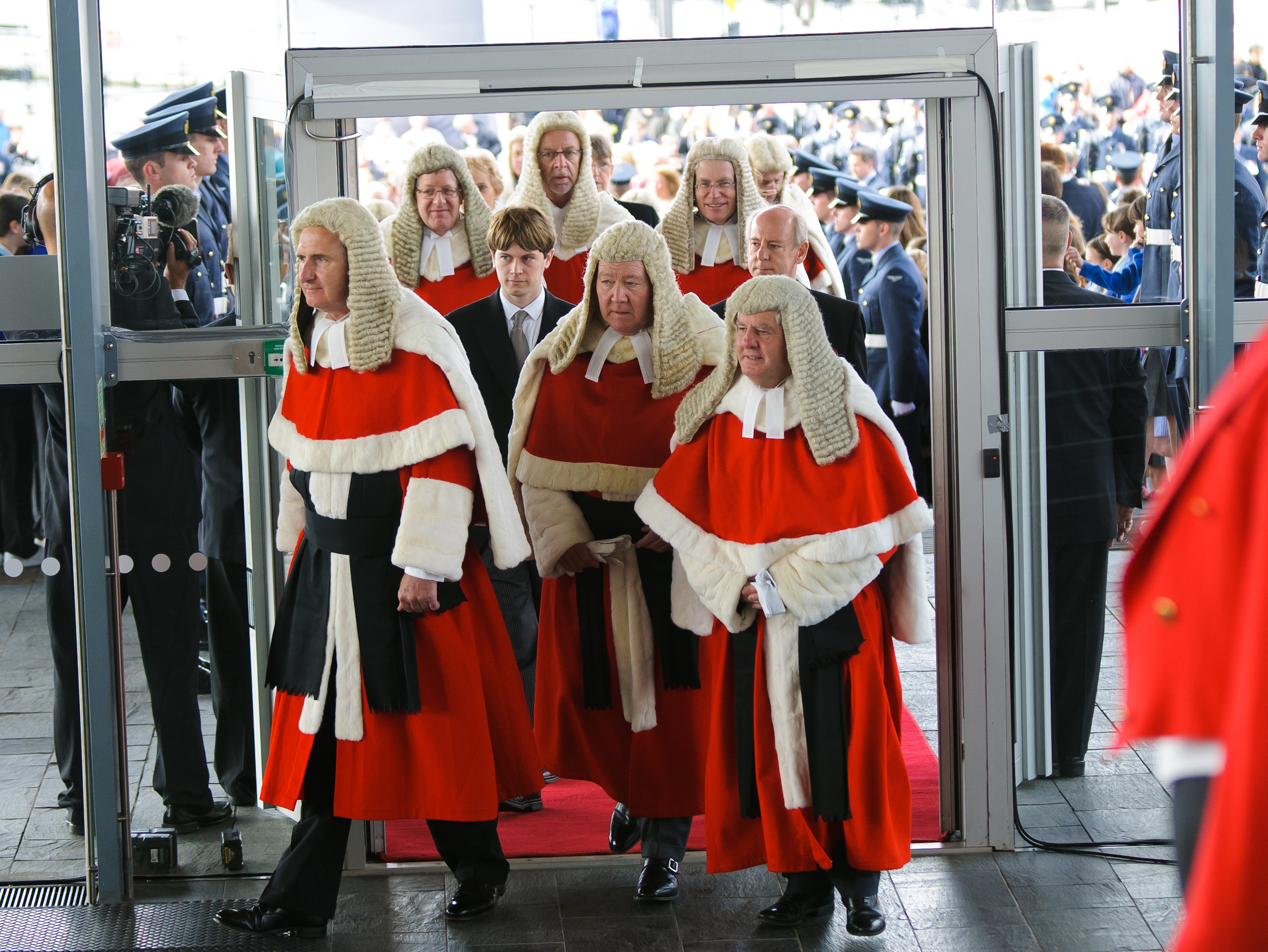
Jueces galeses en la Cuarta Asamblea del Senedd; junio de 2011

La Ley Marcher y la Ley Galesa (para casos civiles) permanecieron en vigor hasta que Enrique VIII de Inglaterra se anexionó todo Gales en virtud de las Leyes de Gales de 1535 y 1542 (a menudo denominadas Leyes de Unión de 1536 y 1543), tras lo cual la ley inglesa se aplicó a todo Gales. La Ley de Gales y Berwick de 1746 establecía que todas las leyes que se aplicaban a Inglaterra se aplicarían automáticamente a Gales (y a la ciudad fronteriza anglo-escocesa de Berwick) a menos que la ley indicara explícitamente lo contrario; esta ley fue derogada con respecto a Gales en 1967. El Derecho inglés es el ordenamiento jurídico de Inglaterra y Gales desde 1536.
El derecho inglés se considera un sistema de common law, sin una codificación importante de la ley y los precedentes legales son vinculantes en contraposición a persuasivos. El sistema judicial está encabezado por el Tribunal Supremo del Reino Unido, que es el más alto tribunal de apelación del país para causas penales y civiles. Los Tribunales Superiores de Inglaterra y Gales son el más alto tribunal de primera instancia, así como un tribunal de apelación. 
Las tres divisiones son el Tribunal de Apelación, el Tribunal Superior de Justicia y el Tribunal de la Corona. De los asuntos menores se ocupan los tribunales de magistrados o el Tribunal de Condado. En 2007, la Región de Gales y Cheshire (conocida como Circuito de Gales y Cheshire antes de 2005) llegó a su fin cuando Cheshire se adscribió a la Región del Noroeste de Inglaterra. A partir de ese momento, Gales se convirtió en una unidad jurídica por derecho propio, aunque sigue formando parte de la jurisdicción única de Inglaterra y Gales.
El Senedd tiene autoridad para elaborar y aprobar leyes al margen del sistema parlamentario del Reino Unido para satisfacer las necesidades específicas de Gales. En virtud de los poderes aprobados en un referéndum celebrado en marzo de 2011, está facultado para aprobar legislación primaria, en aquel momento denominada Ley de la Asamblea Nacional de Gales, pero ahora conocida como Ley del Senedd Cymru en relación con veinte materias enumeradas en la Ley del Gobierno de Gales de 2006, como la sanidad y la educación. A través de esta legislación primaria, el Gobierno de Gales también puede promulgar legislación subordinada más específica.
Gales cuenta con cuatro cuerpos de policía regionales: Dyfed-Powys Police, Gwent Police, North Wales Police y South Wales Police. Hay cinco prisiones en Gales: cuatro en la mitad sur del país y una en Wrexham. Gales no tiene prisiones de mujeres; las reclusas se encuentran en Inglaterra.

## Geografía

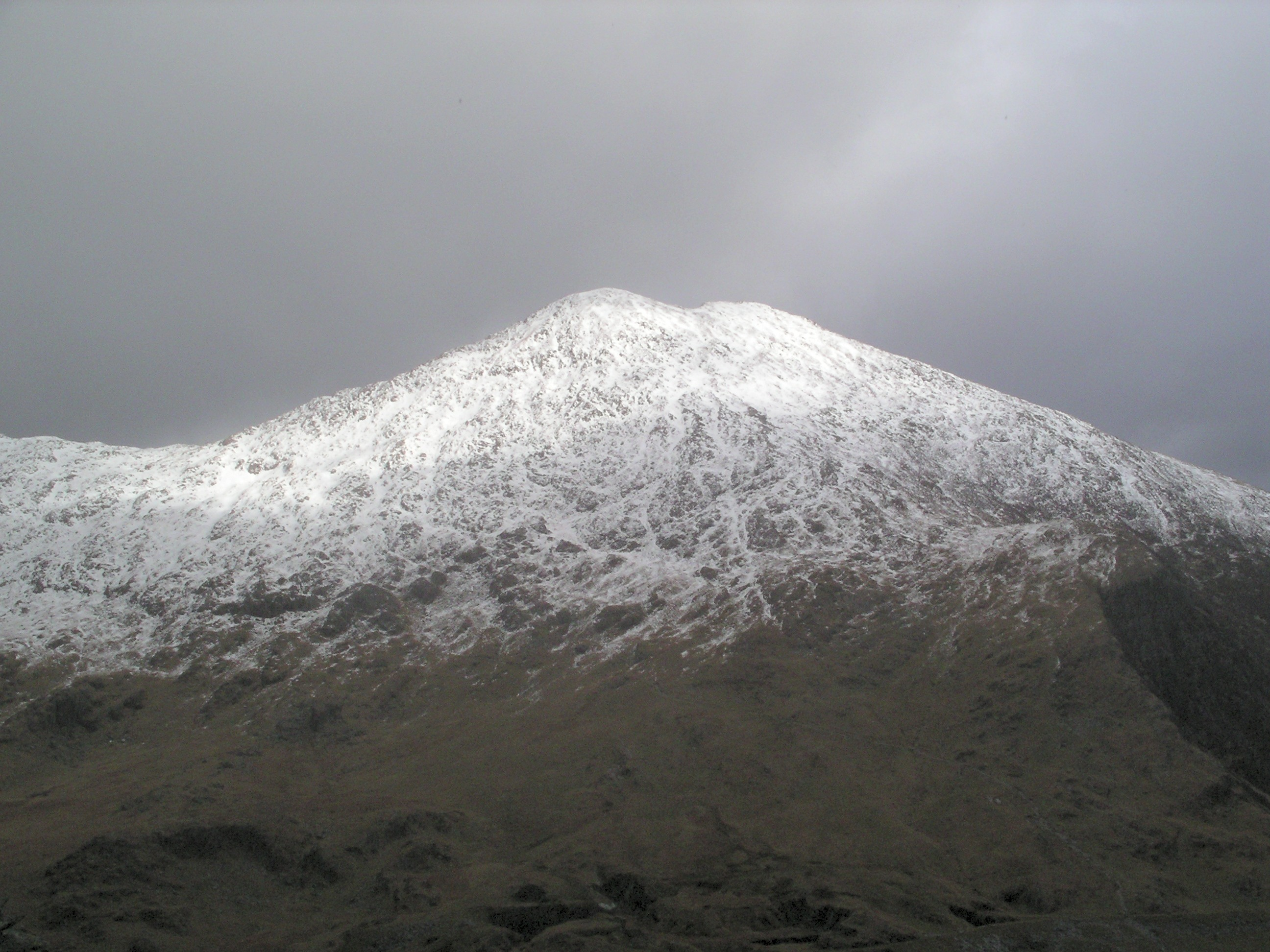
Parque nacional Eryri en Gales

Gales es un país montañoso situado en la parte occidental del centro-sur de Gran Bretaña, con una extensión de 270 km de norte a sur y una superficie aproximada de 20.779 kilómetros cuadrados. Gales limita con Inglaterra al este y con el mar en el resto de direcciones: el mar de Irlanda al norte y al oeste, el canal de San Jorge y el mar Céltico al suroeste y el canal de Bristol al sur. [Gales tiene unos 2.700 km de costa (a lo largo de la línea media de pleamar), incluyendo el continente, Anglesey y Holyhead. Más de 50 islas se encuentran frente al continente galés; la mayor es Anglesey, en el noroeste.
Gran parte del variado paisaje de Gales es montañoso, sobre todo en las regiones septentrional y central. Las montañas se formaron durante la última glaciación, la devensiana. Las montañas más altas de Gales se encuentran en Snowdonia (Eryri), de las cuales cinco superan los 1000 m (3300 pies). La más alta de ellas es Snowdon (Yr Wyddfa), con 1085 m. Las 14 montañas galesas, o 15 si se incluye Carnedd Gwenllian -a menudo descontada por su escasa prominencia topográfica- de más de 910 metros de altura se conocen colectivamente como los 3000 galeses y están situadas en una pequeña zona del noroeste. El punto más alto fuera de los 3000 es Aran Fawddwy, con 905 metros, en el sur de Snowdonia. Los Brecon Beacons (Bannau Brycheiniog) se encuentran en el sur (el punto más alto es Pen y Fan, con 886 metros), y se unen a los Montes Cámbricos en el centro de Gales (el punto más alto es Pumlumon, con 752 metros).
Gales cuenta con tres parques nacionales: Snowdonia, Brecon Beacons y la Costa de Pembrokeshire (Arfordir Penfro). Cuenta con cinco Zonas de Extraordinaria Belleza Natural: Anglesey, la cordillera de Clwydian y el valle del Dee, la península de Gower, la península de Llŷn y el valle del Wye. La península de Gower fue la primera zona del Reino Unido en ser designada Zona de Extraordinaria Belleza Natural, en 1956. En 2019, la costa de Gales contaba con 40 playas con Bandera Azul, tres puertos deportivos con Bandera Azul y un operador de embarcaciones con Bandera Azul. A pesar de su patrimonio y sus playas galardonadas; las costas sur y oeste de Gales, junto con las costas irlandesa y córnica, son azotadas con frecuencia por los vientos del oeste/suroeste del Atlántico que, a lo largo de los años, han hundido y hecho naufragar muchas embarcaciones. 
En 1859, más de 110 barcos fueron destruidos frente a las costas de Gales en un huracán en el que perdieron la vida más de 800 personas en toda Gran Bretaña. La mayor pérdida se produjo con el hundimiento del Royal Charter frente a Anglesey, en el que murieron 459 personas. En el siglo XIX se perdieron más de 100 barcos, con una pérdida media de 78 marineros al año. En tiempos de guerra se produjeron naufragios cerca de Holyhead, Milford Haven y Swansea. Debido a las rocas y las islas no iluminadas, Anglesey y Pembrokeshire siguen siendo famosos por sus naufragios, entre los que destaca el del Sea Empress en 1996.

### Geología

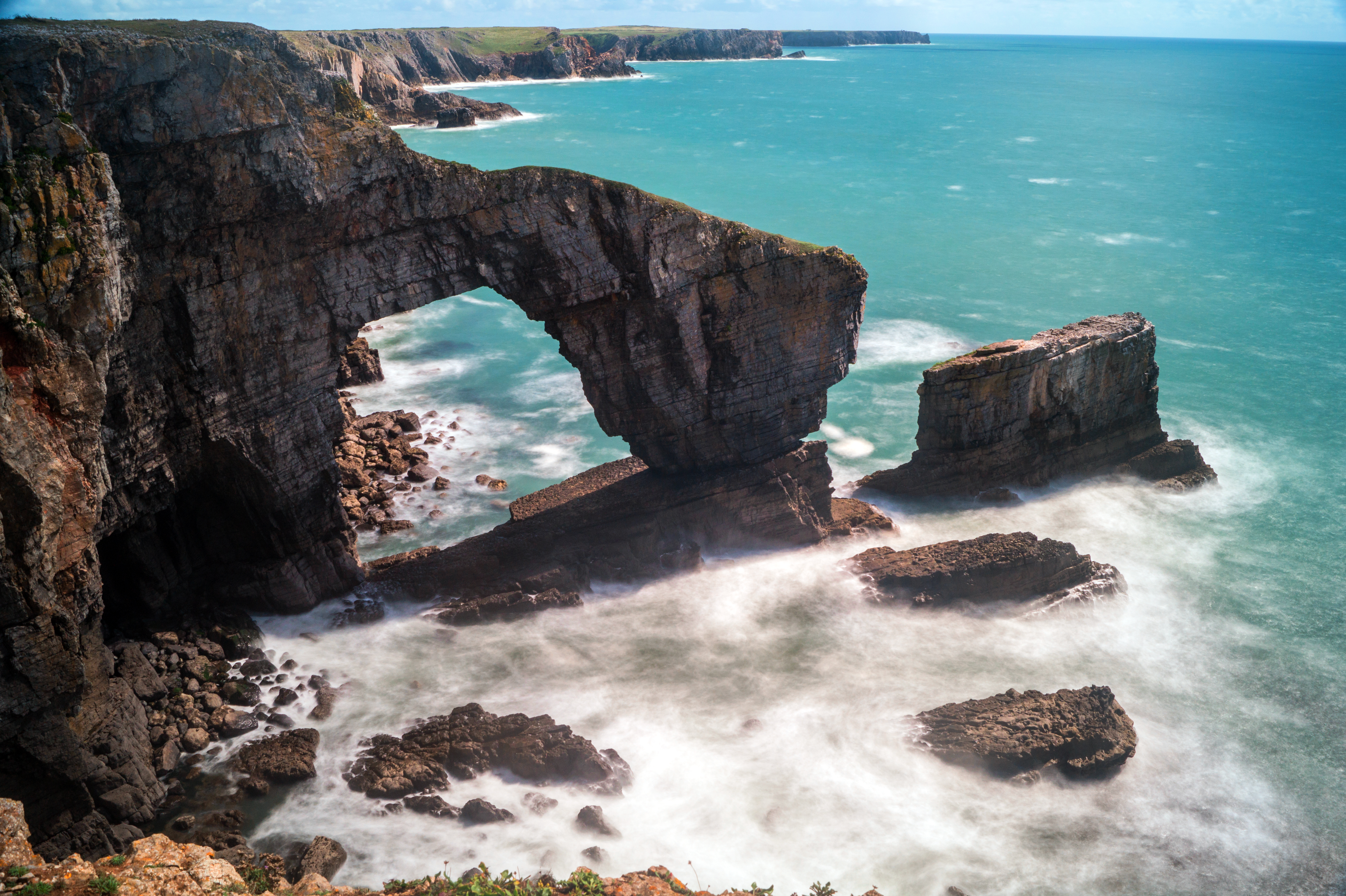
El puente verde de Gales (The Green Bridge of Wales) un arco natural en la costa de Pembrokeshire

La geología de Gales es compleja y variada; su estudio ha tenido una importancia histórica considerable en el desarrollo de la geología como ciencia. Todos los periodos geológicos, desde el Criogénico (finales del Precámbrico) hasta el Jurásico, están representados en los afloramientos, mientras que las rocas sedimentarias más jóvenes se encuentran bajo los mares inmediatos a la costa galesa. Los efectos de dos episodios de formación de montañas han dejado su huella en las fallas y pliegues de gran parte de la secuencia de rocas paleozoicas. Los depósitos superficiales y los accidentes geográficos creados durante el Cuaternario actual por el agua y el hielo también son abundantes y contribuyen a un paisaje extraordinariamente diverso de montañas, colinas y llanuras costeras.
El carácter moderno de Gales se debe en gran parte a la explotación de su variada riqueza mineral: pizarra en Snowdonia, carbón en los valles del sur de Gales y minerales metálicos en Anglesey y el centro de Gales, por citar sólo tres ejemplos. La geología de Gales influye en las prácticas agrícolas y en la elección de la piedra de construcción, pero también en la planificación de las urbanizaciones, que deben tener en cuenta la estabilidad del terreno y la posibilidad de inundaciones.
El sur de Gales cuenta con un registro escrito de interés geológico que se remonta al siglo XII, cuando Giraldus Cambrensis observó esquistos piríticos cerca de Newport. En 1603, George Owen identificó correctamente la relación estratigráfica entre la caliza carbonífera y las medidas de carbón. Algunas de las primeras representaciones publicadas de fósiles fueron las de plantas fósiles tomadas de las medidas de carbón cerca de Neath (Gibson a finales del siglo XVII).

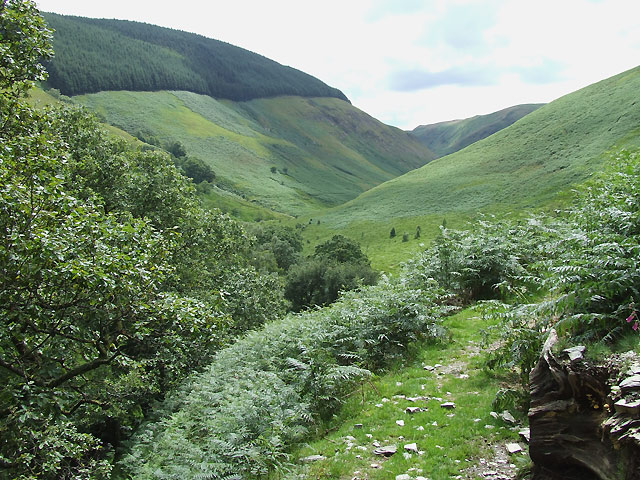
Cwm Doethie, Gales

A mediados del siglo XIX, dos destacados geólogos, Roderick Murchison y Adam Sedgwick, utilizaron sus estudios sobre la geología de Gales para establecer ciertos principios de estratigrafía y paleontología. Realizaron trabajos fundamentales sobre la arenisca roja antigua, pero se les recuerda más por sus trabajos sobre la secuencia del Paleozoico inferior. Sedgwick estableció el sistema Cámbrico y Murchison describió por primera vez el Silúrico, bautizándolo con el nombre de la antigua tribu de los Silures, que ocupaba el centro de Gales. El solapamiento de ambos sistemas en la cartografía acabó provocando una prolongada disputa entre los dos antiguos colaboradores. Tras la muerte de ambos, Charles Lapworth erigió el sistema Ordovícico (también llamado así por una antigua tribu del noroeste de Gales, los Ordovices), para dar cuenta de la secuencia de rocas en el centro de la controversia.
Más recientemente se han seleccionado dos localidades del centro de Gales para definir globalmente etapas del periodo Silúrico. Cefn-cerig Road, cerca de Cefn-cerig Farm, Llandovery, es la ubicación de la Sección y Punto Estratotipo de Límite Global (GSSP) que marca el límite entre las etapas Aeroniense y Telychiense del periodo Silúrico en la escala del tiempo geológico. Del mismo modo, Trefawr Track, una carretera forestal al norte de Cwm-coed-aeron Farm, Llandovery, es la ubicación del GSSP que marca el límite entre las etapas Rhuddanian y Aeronian. Ambos GSSP fueron ratificados en 1984,

### Clima

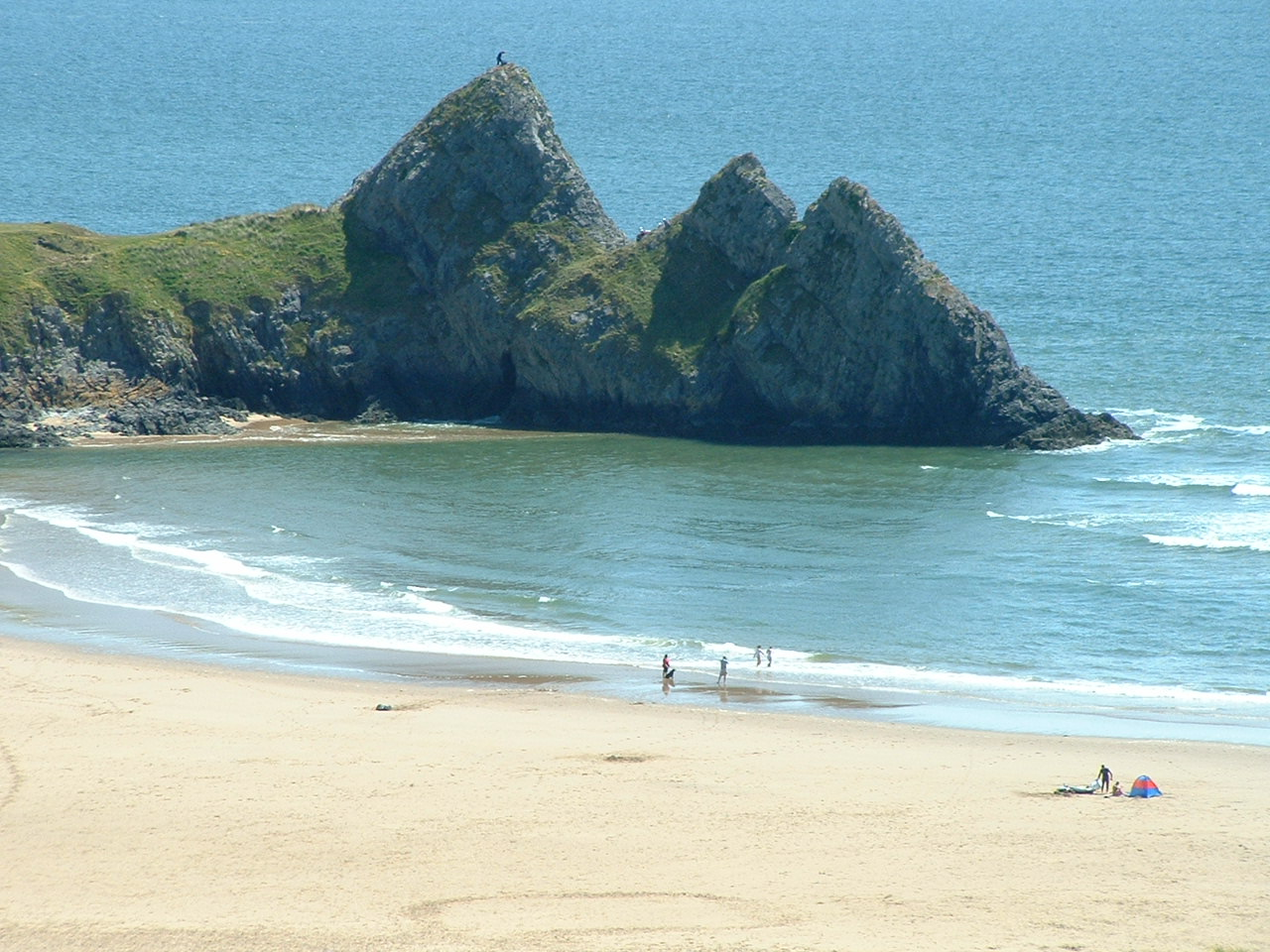
Three Cliffs peaks, Gower, en un playa de Gales

Gales tiene temperaturas más cálidas a lo largo del año que Irlanda del Norte y Escocia y presenta mínimas invernales más suaves que Inglaterra, pero máximas invernales más frías que Irlanda del Norte. Gales es más húmedo a lo largo del año que Irlanda del Norte e Inglaterra, pero tiene menos días de lluvia que Irlanda del Norte, lo que significa que las precipitaciones tienden a ser más intensas. Gales también es más seco que Escocia en todos los meses excepto mayo, junio y diciembre, y hay menos días de lluvia que en Escocia. La insolación total a lo largo del año es superior a la de Escocia e Irlanda del Norte, pero inferior a la de la vecina Inglaterra. Mayo es el mes más soleado, con una media de 186,8 horas.
La costa suroeste es la parte más soleada de Gales, con una media anual de más de 1.700 horas de sol, siendo Tenby, en Pembrokeshire, su ciudad más soleada. La época más aburrida del año es entre noviembre y enero, y la más soleada entre mayo y agosto. Las zonas menos soleadas son las montañas, algunas de cuyas partes tienen una media anual de menos de 1.200 horas de sol.
El viento predominante es el suroeste. Las zonas costeras son las más ventosas, los vendavales se producen con mayor frecuencia durante el invierno, una media de entre 15 y 30 días al año, dependiendo de la ubicación. En el interior, los temporales duran menos de seis días al año.

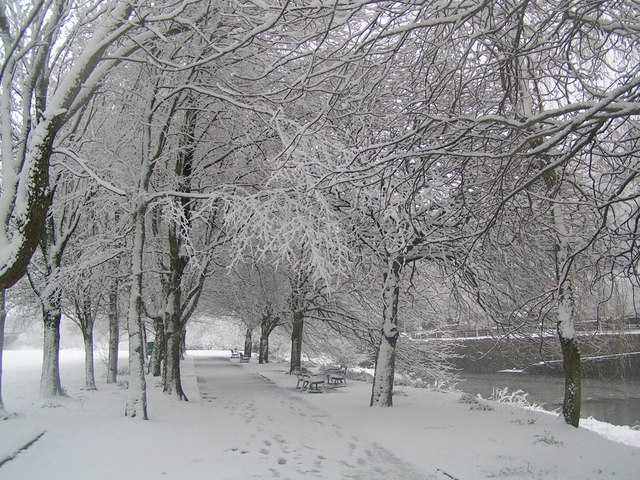
Paisaje de Invierno en Gales

Gales experimenta largos días de verano y cortos días de invierno resultado de las latitudes septentrionales (entre 53° 43′ N y 51° 38′ N). Aberystwyth, en el punto medio de la costa oeste del país, tiene casi 17 horas de luz diurna en el solsticio de verano. La luz diurna en pleno invierno se reduce a poco más de siete horas y media.
Las grandes variaciones geográficas del país provocan diferencias localizadas de insolación, precipitaciones y temperatura. Las temperaturas medias anuales en la costa alcanzan los 10,5 °C (51 °F) y en las zonas bajas del interior, 1 °C (1,8 °F) menos. A mayor altitud, las temperaturas son más frías; la media anual disminuye aproximadamente 0,5 °C (0,9 °F) cada 100 metros (330 pies) de altitud. En consecuencia, las partes más altas de Snowdonia registran temperaturas medias anuales de 5 °C (41 °F).
Las temperaturas en Gales siguen siendo más altas de lo que cabría esperar en su latitud debido a la Deriva del Atlántico Norte, una rama de la Corriente del Golfo. Esta corriente oceánica, que lleva agua más cálida a latitudes septentrionales, tiene un efecto similar en la mayor parte del noroeste de Europa. Además de su influencia en las zonas costeras de Gales, el aire calentado por la corriente del Golfo sopla hacia el interior con los vientos dominantes. En las zonas bajas, los veranos suelen ser cálidos y soleados. Las temperaturas máximas medias oscilan entre 19 y 22 °C (66 y 72 °F). Los inviernos suelen ser bastante húmedos, pero las precipitaciones no suelen ser excesivas y la temperatura suele mantenerse por encima del punto de congelación. La primavera y el otoño son bastante parecidos y las temperaturas tienden a mantenerse por encima de los 14 °C (57 °F), también la temperatura media diurna anual.

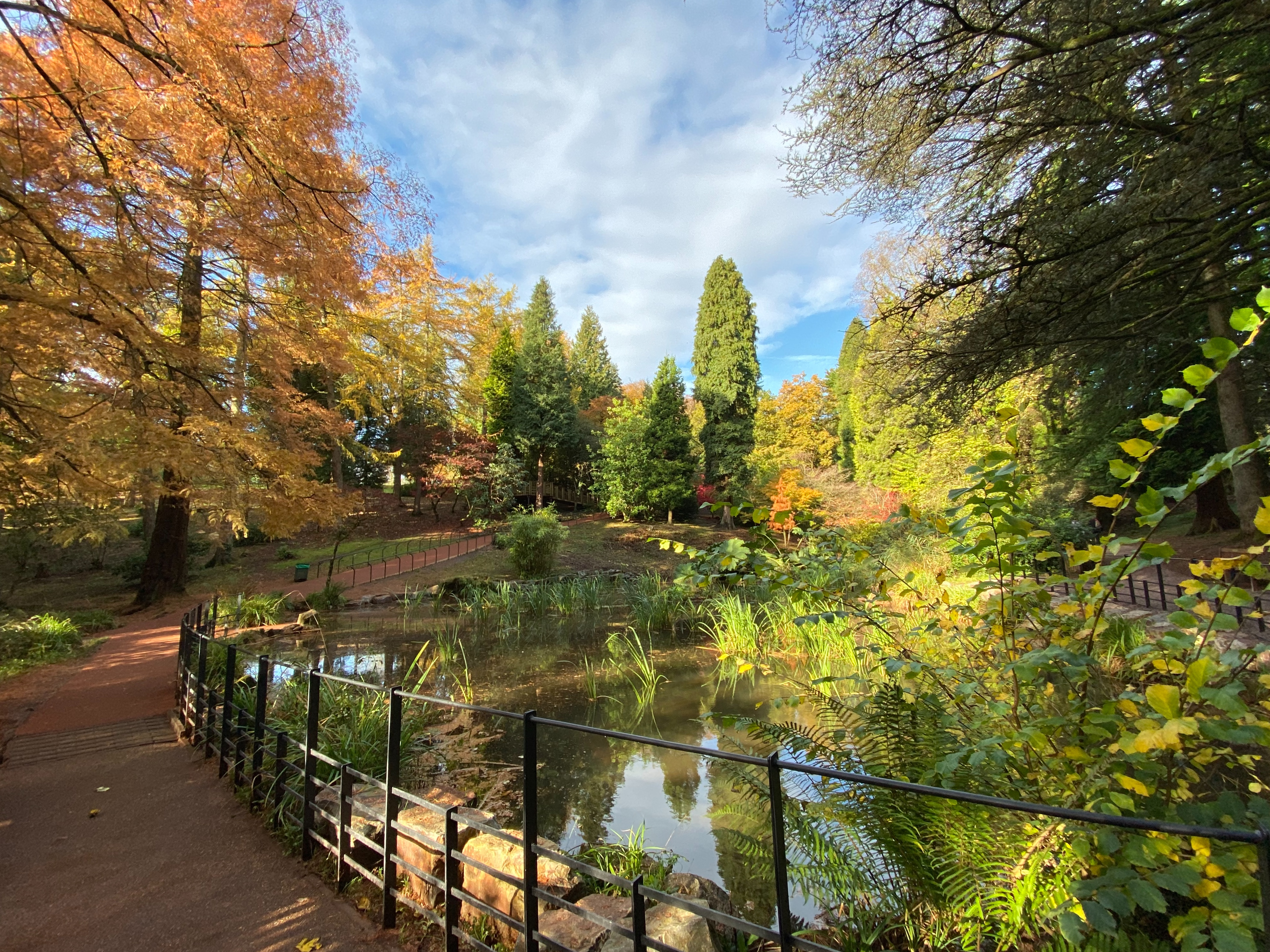
Otoño en el parque Cefn Onn, Gales

El régimen de precipitaciones varía considerablemente. Cuanto más al oeste, mayores son las precipitaciones esperadas; hasta un 40% más. En las zonas bajas, la lluvia es impredecible en cualquier época del año, aunque los chubascos suelen ser más cortos en verano. Las tierras altas de Gales son las más lluviosas, normalmente más de 50 días de lluvia durante los meses de invierno (de diciembre a febrero), que descienden a unos 35 días de lluvia durante los meses de verano (de junio a agosto). Las precipitaciones anuales en Snowdonia oscilan entre los 3.000 milímetros (120 pulgadas) (Blaenau Ffestiniog) y los 5.000 milímetros (200 pulgadas) (cumbre de Snowdon).
Lo más probable es que caiga en forma de aguanieve o nieve cuando la temperatura desciende por debajo de los 5 °C (41 °F) y la nieve suele permanecer en el suelo durante una media de 30 días al año. La nieve cae varias veces cada invierno en las zonas del interior, pero es relativamente infrecuente alrededor de la costa. La precipitación media anual en esas zonas puede ser inferior a 1000 milímetros (39 pulgadas).

### Fauna

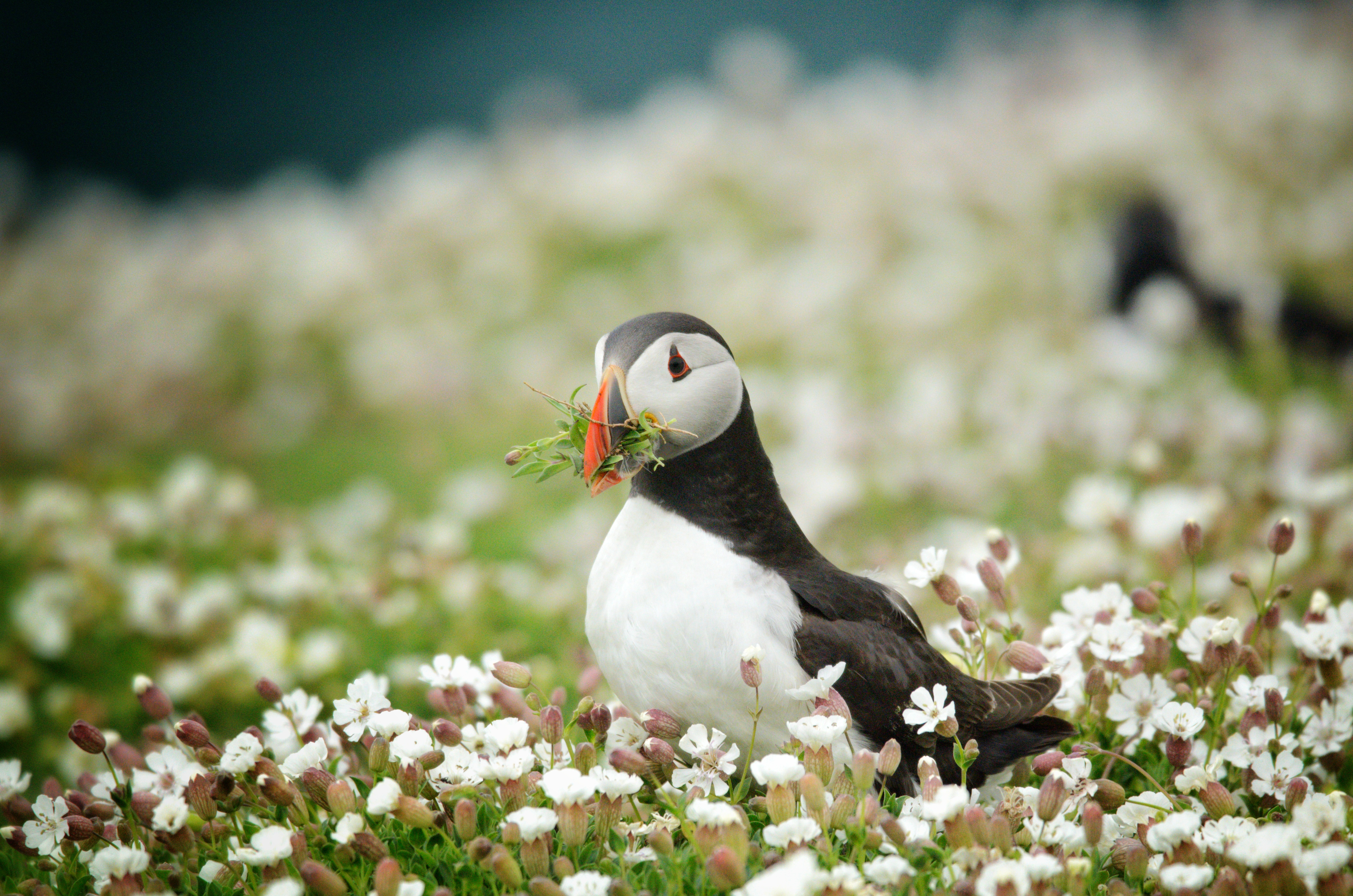
Frailecillo construyendo su nido en la isla de Skomer

La fauna de Gales incluye animales marinos y terrestres, aves y reptiles residentes, visitantes o introducidos en Gales.
Alrededor de la bahía de Cardigan y la costa de Pembrokeshire, los rorcuales aliblancos y las ballenas piloto son comunes en verano, mientras que los rorcuales comunes y las orcas son raros. Los delfines mulares son comunes y el delfín de Risso y el delfín de flancos blancos del Atlántico son raros. Se pueden ver ballenas y focas grises. El arenque, la caballa y la merluza son los peces marinos más comunes del territorio, pero también se pueden ver tiburones peregrinos y peces luna.
Entre los peces de río destacan el salvelino, la anguila, el salmón, el sábalo, el salvelino y el salvelino ártico, mientras que el gwyniad es único en Gales y sólo se encuentra en el lago Bala.
Gales es conocido por sus mariscos, como berberechos, lapas, mejillones y bígaros.
El ciervo rojo, una de las cinco especies de cérvidos autóctonos, es el mamífero no marino más grande de Gales[cita requerida]. El gamo (Dama dama) se encuentra en zonas rurales y semiurbanas, y el corzo (Capreolus capreolus) en el centro y norte de Gales; también se pueden encontrar muntjac y ciervos sika. Otros mamíferos son el tejón, el zorro (uno de los mamíferos más comunes en Gales), la liebre, el erizo, la nutria, el conejo, el armiño, la comadreja y la ardilla roja; la garduña es muy rara, pero el turón europeo (Mustela putorius) se encuentra tanto en zonas urbanas como rurales. Gales cuenta con 13 especies de murciélagos.

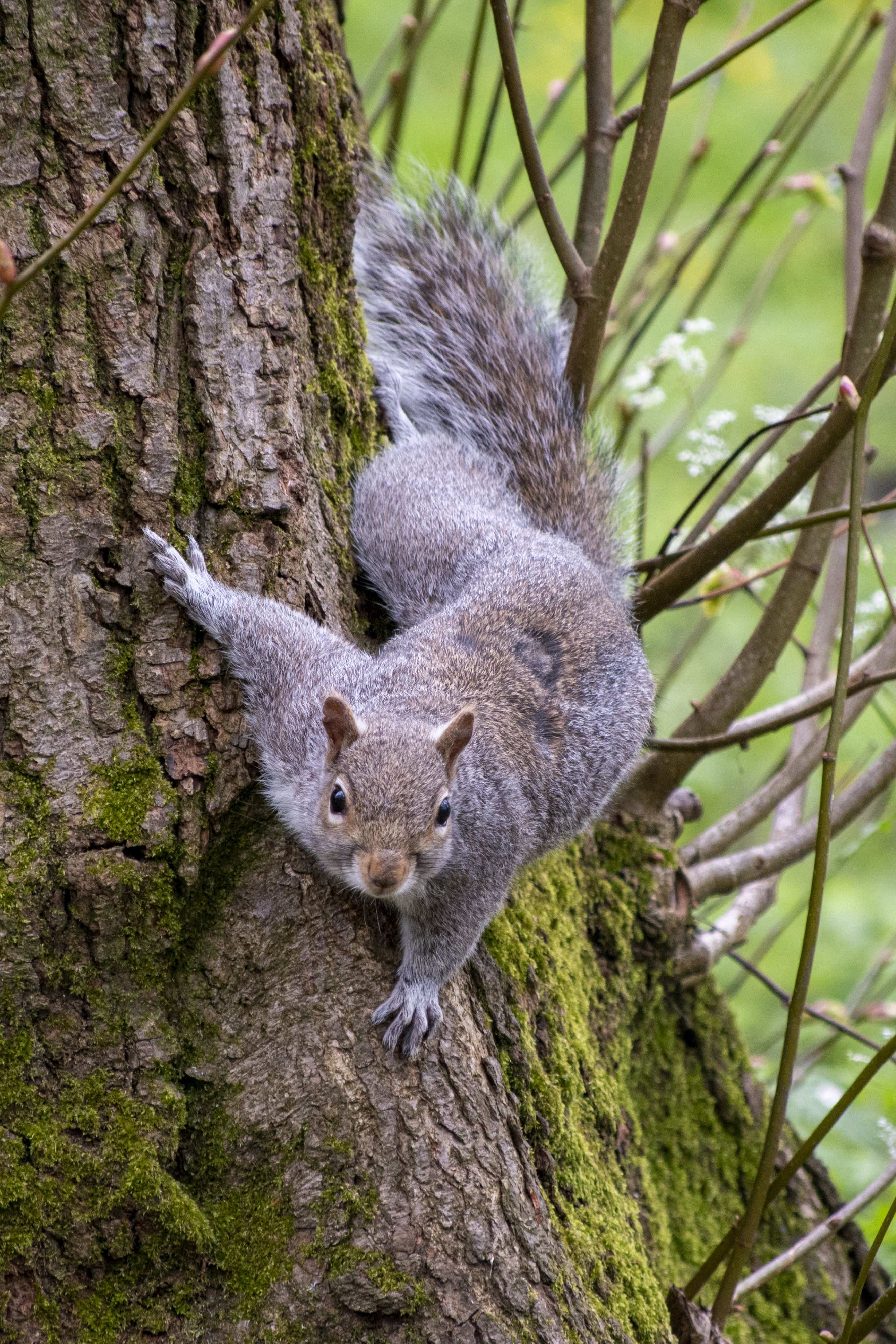
Ardilla gris (sciurus carolinensis) en un árbol en Cardiff

En Snowdonia se pueden encontrar cabras asilvestradas. En marzo de 2021, Natural Resources Wales (NRW) concedió una licencia para liberar hasta seis castores en el valle de Dyfi, la primera liberación oficial de castores en Gales.
Se han encontrado unas 430 especies de aves en Gales. El milano real (ave nacional de Gales) y el águila pescadora son algunas de las "especies emblemáticas" de Gales. También son comunes el mirlo acuático, la chova piquirroja, el frailecillo, el arao común, el alcaudón común, la pardela común, el zarapito real y el chorlitejo común. El aguilucho cenizo (Circus pygargus), especie poco común en Gran Bretaña, tiene varios lugares de nidificación en Gales. El urogallo rojo (Lagopus lagopus scotica), antaño una especie común, ha reducido drásticamente su población debido a la caza humana; se encuentran en el extremo norte de Gales.
Se han registrado víboras, lagartos comunes, sobre todo alrededor de la bahía de Oxwich, y serpientes de hierba. Algunos lagartos de arena criados por voluntarios del Herpetological Conservation Trust y los zoológicos de Chester y Jersey han sido liberados en la naturaleza.
En Gales hay dos poblaciones de serpiente esculapio, anteriormente extinguidas, que proceden de escapes. La más antigua de ellas se encuentra en los terrenos y alrededores del zoológico Welsh Mountain Zoo, cerca de Conwy, en el norte de Gales. Esta población ha persistido y se ha reproducido desde al menos principios de la década de 1970, y en 2022 la población se estimaba en 70 adultos. En 2020, se confirmó la presencia de una población en Bridgend, Gales. Esta población ha persistido durante aproximadamente 20 años.

### Flora
La flora de Gales varía de acuerdo a factores como la altura y la región en la que se encuentre
El roble albar (Quercus petraea), una de las especies más comunes de Gales, se puede encontrar en toda la región. El acebo inglés (Ilex aquifolium), uno de los pocos árboles autóctonos de hoja perenne, puede encontrarse en el sur de Gales. El olmo wych (Ulmus glabra), una especie autóctona, sufre enfermedades y la competencia introducida por especies exóticas.
La flor del cuco (Cardamine pratensis), una herbácea perenne, se puede encontrar en todo Gales. El romero de los pantanos (Andromeda polifolia), un pequeño arbusto con flores, se puede encontrar en el centro de Gales. En las islas británicas, el lirio de Snowdon (Gagea serotina) sólo se encuentra en las laderas de Snowdon.

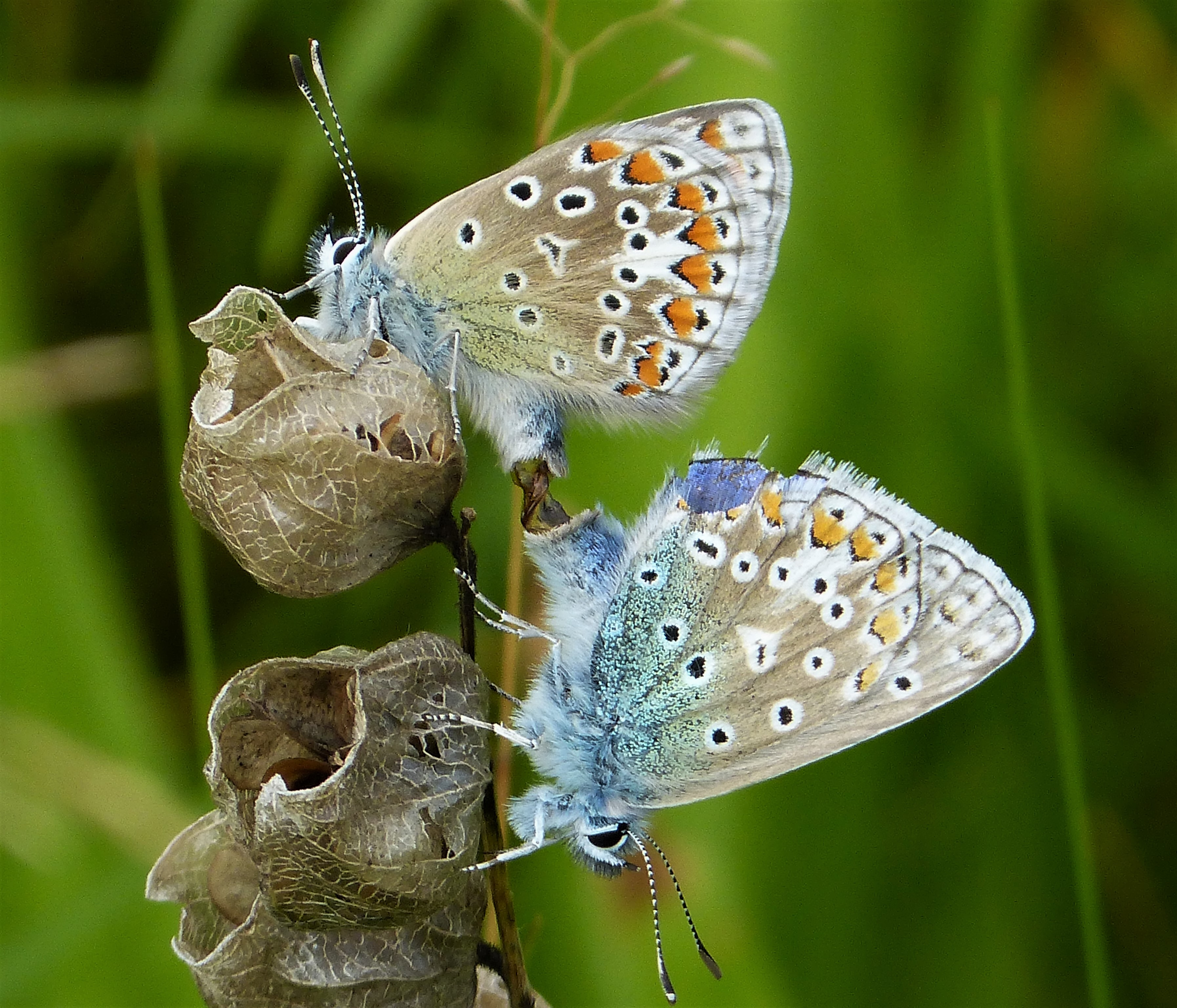
2 ejemplares de mariposa ícaro (Polyommatus icarus) en Llanerchaeron

### Protección de la Biodiversidad
Gales cuenta con 175 especies en la lista de Especies de Importancia Principal para la Conservación de la Diversidad Biológica de la Sección 74. Sin embargo, la lista de especies y hábitats de importancia principal en Gales se basa ahora en la nueva legislación en forma de secciones 6 y 7 de la Ley de Medio Ambiente (Gales) de 2016. En Gales, el Plan de Acción para la Biodiversidad del Reino Unido (UKBAP) fue implementado por la Asociación para la Biodiversidad de Gales (WBP). El Consejo del Campo de Gales también colabora en la gestión de la sostenibilidad.
La Asociación para la Biodiversidad de Gales (WBP) organiza el plan general y, a escala local, cada ayuntamiento realiza sus propios estudios e informes y, a continuación, elabora plantas de gestión y protección para las especies y hábitats identificados.
El Gobierno galés coopera con las directivas de la Comunidad Europea sobre la conservación de las aves silvestres y los hábitats naturales y la flora y fauna silvestres, así como con NATURA 2000.

## Economía

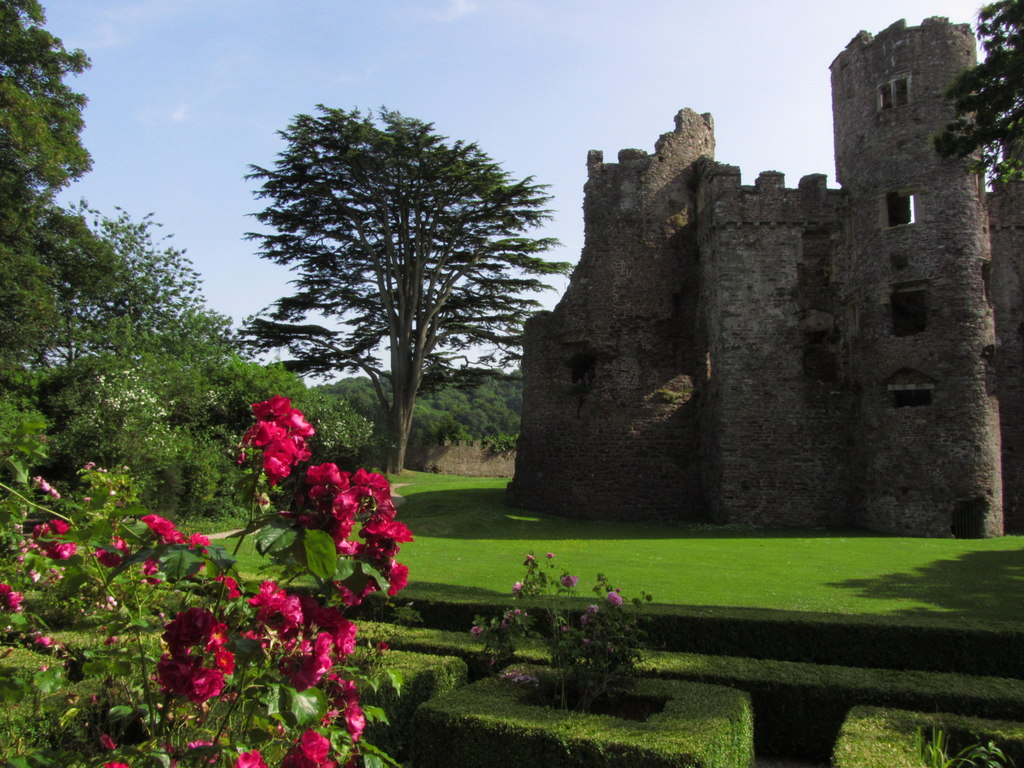
Castillo de Laugharne en Gales

En los últimos 250 años, Gales ha pasado de ser un país con una economía mayoritariamente agrícola a una industrial, y posteriormente a una sociedad postindustrial. En la década de 1950 el PIB de Gales duplicaba al de Irlanda, mientras que en la década de 2020 la economía de Irlanda tenía un tamaño cuatro veces mayor al de Gales. Desde la Segunda Guerra Mundial, el sector servicios proporciona la mayor cantidad de empleos, una característica propia de la mayoría de economías avanzadas. En 2018, según la OCDE y los datos de Eurostat, el producto interior bruto (PIB) de Gales era de 75 000 millones de £, un incremento del 3.3 % desde 2017. El PIB per cápita era de 23 866 £, un incremento del 2.9 % desde 2017. Por lo tanto, es equiparable al PIB per cápita de países como Italia, España, Eslovenia o Nueva Zelanda. En los tres últimos meses de 2017, 72,7 % de los adultos que se encontraban en edad de trabajar estaban empleados, en comparación con el 75,2 % del Reino Unido. Para el año fiscal 2018-19, el déficit fiscal galés comprende el 19,4 % del PIB estimado de Gales.
En 2019, Gales fue el quinto mayor exportador de electricidad a nivel mundial, con 22,7 TWh. En 2021, el Gobierno de Gales afirmó que al menos la mitad de la energía generada procede de fuentes renovables, de las cuales el 2 % procedía de 363 proyectos de energía hidroeléctrica.

### Turismo
Con su paisaje montañoso y sus numerosas playas de arena, Gales atrae un turismo importante. En 2002 se realizaron en Gales casi 13 millones de viajes de una noche o más, que generaron un gasto de 1.800 millones de libras. De estos viajes, 11,9 millones fueron realizados por residentes en el Reino Unido y 0,9 millones por visitantes extranjeros. Cardiff es el destino más popular para los visitantes de Gales, con 11,7 millones de visitantes en 2006.
En 2014, se realizaron en Gales más de 10 millones de viajes nacionales de una noche o más, que generaron un gasto de 1.700 millones de libras.
Durante 2020, y hasta bien entrado 2021, las restricciones y cierres necesarios por la pandemia de COVID-19 afectaron a todos los sectores de la economía y "el turismo y la hostelería sufrieron pérdidas notables por la pandemia" en todo el Reino Unido. A partir del 6 de abril de 2021, los visitantes de países incluidos en la "lista roja" seguían sin poder entrar a menos que fueran residentes en el Reino Unido. Según un informe, las restricciones "probablemente se mantendrán hasta el verano", siendo junio el momento más probable para que el turismo de otros países comience a repuntar.  El 12 de abril de 2021, muchas instalaciones turísticas seguían cerradas en Gales, pero finalmente se permitieron los viajes no esenciales entre Gales e Inglaterra. Gales también permitió la apertura de comercios minoristas no esenciales.
Las zonas al aire libre de restaurantes y pubs reabrirían el 26 de abril de 2021. Los gimnasios, centros de ocio e instalaciones de fitness permanecerían cerrados hasta el 4 de mayo.

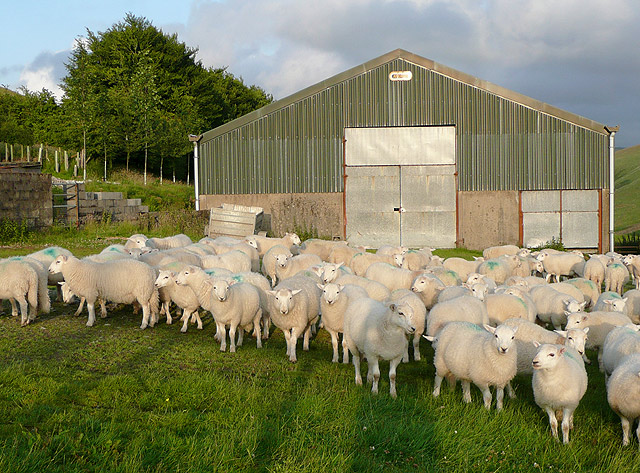
Ovejas en la granja Ty'n-y-Cornel, cerca de Tregaron, en el oeste de Gales

### Agricultura
La agricultura ha sido en el pasado una parte importante de la economía de Gales, país eminentemente rural que forma parte del Reino Unido. Gales es montañoso y tiene un clima suave y húmedo. Esto hace que sólo una pequeña proporción de la superficie sea apta para cultivos herbáceos, pero abunda la hierba para el pastoreo del ganado. La importancia de la agricultura en la economía nacional se ha reducido considerablemente; una gran parte de la población vive en las ciudades del sur del país y el turismo se ha convertido en una importante fuente de ingresos en el campo y la costa. Los cultivos herbáceos se limitan a las zonas más llanas y en el resto predominan la producción láctea y la ganadería.
En Gales, las explotaciones suelen ser pequeñas y familiares. Los cultivos herbáceos y la horticultura se limitan al sureste de Gales, las Marcas galesas, la parte noreste del país, las franjas costeras y los grandes valles fluviales. El 80% del país está clasificado como "zona menos favorecida". La ganadería lechera se practica en los pastos mejorados de las tierras bajas y el ganado vacuno y ovino pasta en las tierras altas y más marginales.
Gran parte de las tierras situadas a mayor altitud son pastizales extensivos en los que pastan las resistentes ovejas galesas de montaña, que campan a sus anchas. Al igual que en otras partes del Reino Unido, la agricultura se ha visto sometida a una gran presión, lo que ha provocado la disminución del número de personas empleadas en la tierra, la fusión de explotaciones y el aumento de la agricultura a tiempo parcial. Las granjas se han utilizado como casas de huéspedes o se han convertido en alojamientos con cocina, y los agricultores se han diversificado hacia actividades relacionadas con el turismo y de otro tipo. La agricultura galesa ha recibido importantes subvenciones de la Política Agrícola Común de la Unión Europea, y el gobierno galés ha introducido varios programas destinados a animar a la comunidad agrícola a cooperar en el cuidado de sus tierras de forma sostenible para el medio ambiente.
El clima y la topografía de Gales son tales que gran parte de la tierra no es apta para cultivos herbáceos y la ganadería ha sido tradicionalmente el centro de la agricultura. Gales está formado por una región montañosa expuesta de más de 600 m en el noroeste del país, que abarca gran parte de lo que hoy es Gwynedd, y una zona de tierras altas de páramos ácidos entre 200 y 600 m, con una franja costera de tierras más llanas pero onduladas. Se trata del Valle de Glamorgan, Monmouthshire, las Marcas galesas, Flintshire y Denbighshire, la llanura costera del norte de Gales, la isla de Anglesey, la llanura costera de la bahía de Cardigan y Pembrokeshire, que constituyen las principales zonas de cultivos herbáceos. El clima atlántico templado, con vientos predominantemente del oeste, hace que el país tenga una pluviosidad elevada; en las tierras altas puede haber 203 cm (80 in) o más, y en la costa 127 cm (50 in).

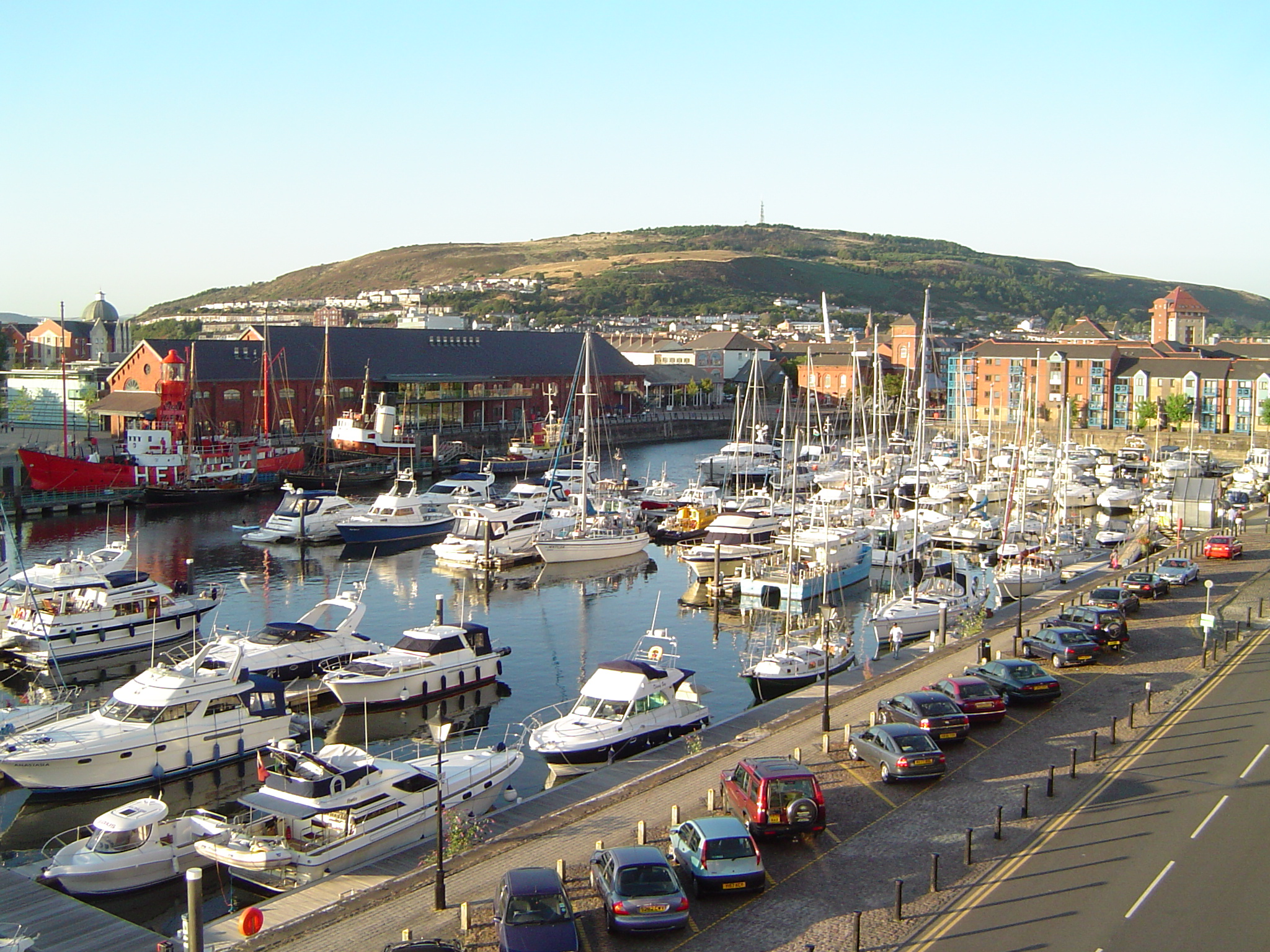
Marina de Swansea

En comparación con otras partes del Reino Unido, Gales tiene el menor porcentaje de tierra cultivable (6%), y una superficie considerablemente menor de pastizales pobres y tierras de montaña que Escocia (27% frente a 62%). La industria láctea está bien desarrollada en las zonas más favorables del país, el ganado se cría en las zonas de montaña, y las zonas montañosas se utilizan mucho para la ganadería ovina. En Gales hay 1.600.000 hectáreas de tierras de cultivo y el ochenta por ciento del país está clasificado como "zona menos favorecida".

## Infraestructura

### Transporte

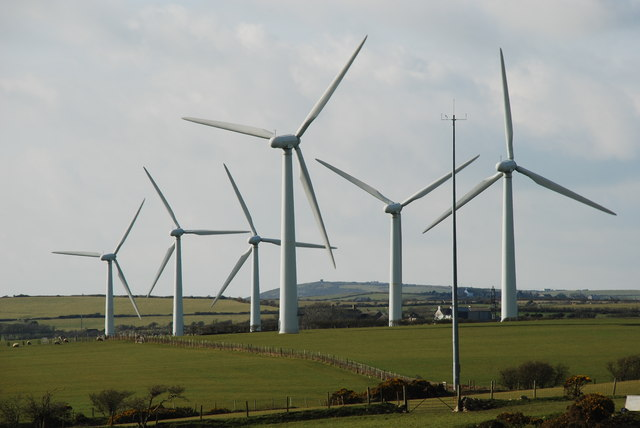
Generadores eólicos en Anglesey

La autopista M4, la cual une el oeste de Londres y el sur de Gales, atraviesa Newport, Cardiff y Swansea. Las competencias de la sección de la autopista en Gales, desde el segundo puente del Severn hasta el área de servicio de Pont Abraham, pertenecen al Gobierno de Gales.
 La ruta A55 cuenta con una función similar en la costa norte de Gales, uniendo Holyhead y Bangor con Wrexham y Flintshire. También tiene conexión con el noroeste de Inglaterra, principalmente con Chester. El principal eje norte-sur en Gales es la carretera A470, la cual une Cardiff con Llandudno. El Gobierno de Gales administra las secciones de la red de ferrocarril que atraviesan el territorio, mediante la compañía Transport for Wales Rail. La región de Cardiff tiene su propia red de cercanías.

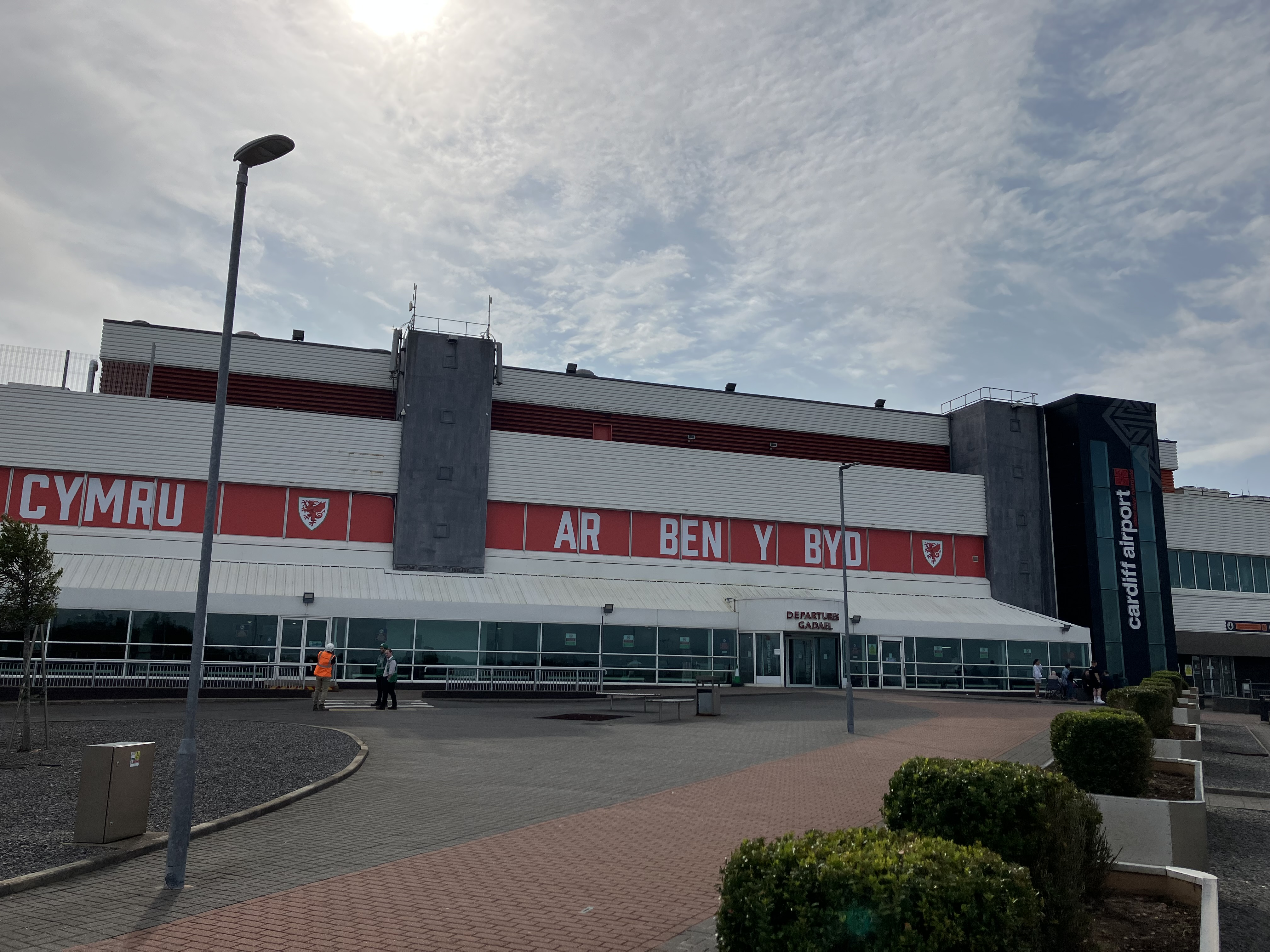
Aeropuerto Internacional de Cardiff

El plan Beeching realizado en la década de 1960 hizo que la gran parte de la red restante estuviera orientada hacia el oeste, ya que tenía como finalidad tener una conexión con los puertos del Mar de Irlanda, punto de partida de los ferries. Los servicios entre el norte y el sur de Gales operan entre las ciudades inglesas de Chester y Hereford y las localidades de Shrewsbury, Oswestry and Knighton. Los trenes en Gales utilizan principalmente combustible diésel, pero la línea principal del sur de Gales, parte de la gran vía occidental, la cual parte desde la estación de Paddington hasta Cardiff está en un proceso de electrificación, aunque el proyecto ha sufrido múltiples retrasos y sobrecostes.
El aeropuerto de Cardiff es el aeropuerto internacional de Gales. Cuenta con múltiples destinos a Europa, África y América del Norte. Se encuentra a 19 km al suroeste del centro de Cardiff, en Vale of Glamorgan. Los vuelos regionales entre Anglesey y Cardiff están operados desde 2017 por Eastern Airways. También hay vuelos al norte de Inglaterra, a Escocia y a Irlanda del Norte. Gales cuenta con cuatro puertos con servicios de ferry comerciales. Hay rutas a Irlanda desde Holyhead, Pembroke Dock y Fishguard. El servicio de Swansea a Cork fue cancelado en 2006, volvió a operarse en marzo de 2010, mientras que se retiró nuevamente en 2012.

### Energía
En 2018, la producción anual de electricidad en Gales fue de 30,2 TWh y se consumieron 14,9 TWh, lo que significa que Gales genera el doble de electricidad de la que consume y es un exportador neto de electricidad a Inglaterra, Irlanda y otras partes de Europa. Ese mismo año, el 25% procedía de fuentes renovables, frente al 22% de 2017. La generación de electricidad abarca una amplia combinación de tecnologías que incluyen carbón (por ejemplo, Aberthaw), gas (por ejemplo, Baglan Bay), eólica (Cefn Croes), hidroeléctrica (Dinorwig), termosolar/PV y electricidad de biomasa.
En 2017, el Gobierno galés anunció el objetivo de satisfacer el 70% de la demanda de electricidad de Gales a partir de fuentes de electricidad renovables galesas para 2030. En 2018, Gales generó más de 3.864 MW de energía renovable a partir de 68.728 proyectos.
En junio de 2018, el Gobierno galés respaldó el proyecto Tidal Lagoon Swansea Bay con una oferta para invertir 200 millones de libras; el proyecto vería la mayor planta hidroeléctrica mareomotriz del mundo. Sin embargo, en junio de 2018, el Gobierno británico se negó a respaldar el plan debido a que un informe independiente demostró que no era viable.
En 2021, el Gobierno galés afirmó que más de la mitad de las necesidades energéticas del país se cubrían con fuentes renovables, el 2% de las cuales procedía de 363 proyectos hidroeléctricos.

## Demografía

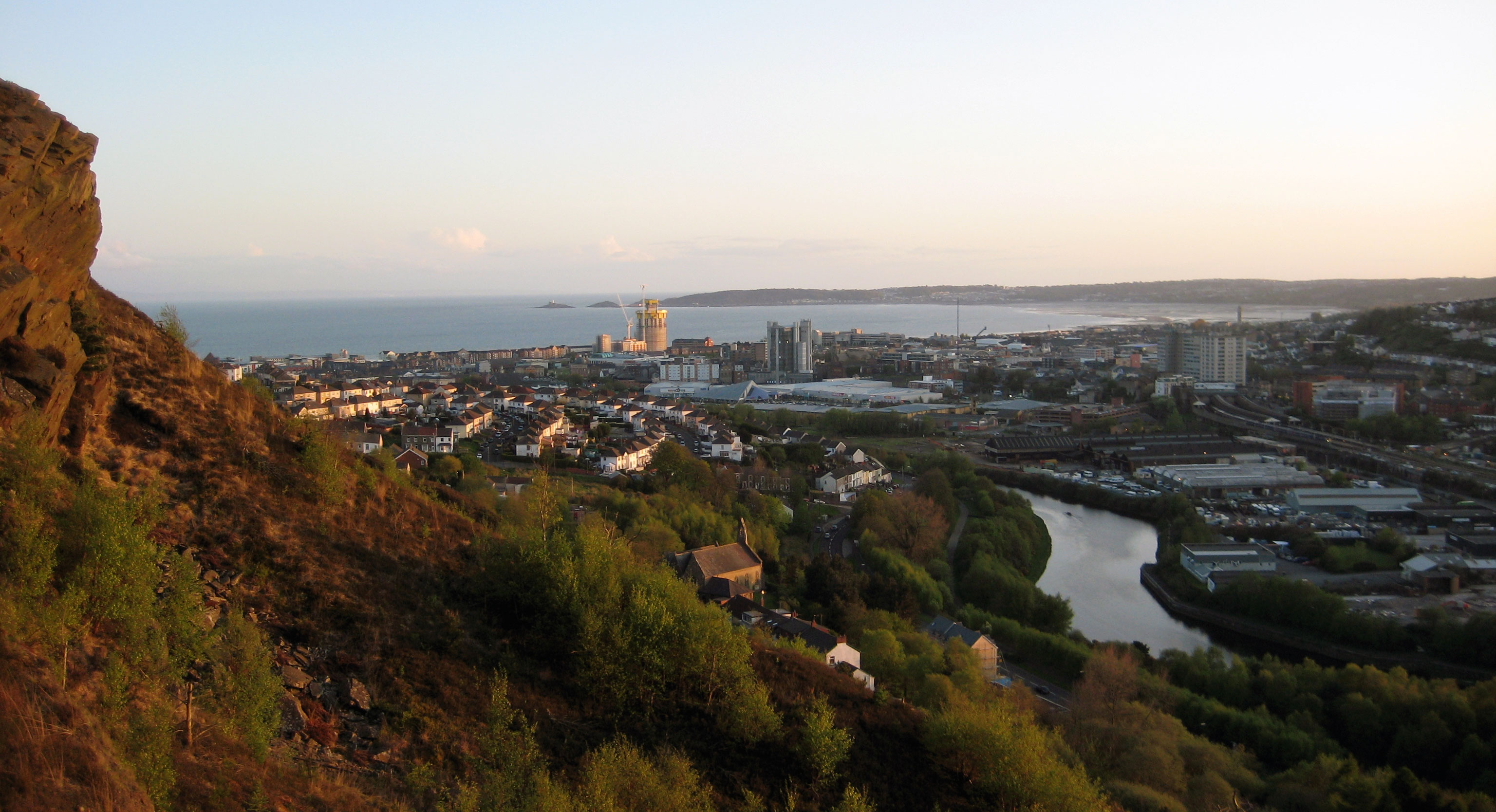
La bahía de Swansea, la segunda ciudad más poblada de Gales después de Cardiff.

Según el censo de residente en Gales para el año 2021, la población era de 3.107.499 habitantes, de los cuales el 93,07% había nacido en el Reino Unido, el 3,22% en otros países de Europa y el 2,23% en Asia, mientras que un 1,48% había nacido en otros continentes. El 70,89% de las personas habían nacido en Gales, mientras que la población nacida en Inglaterra suponía el 21,21% de la población.Entre la población inmigrante, destacan las personas de origen polaco, hindúes, alemanes e irlandeses.
A nivel histórico, la población de Gales se duplicó de los 587 000 habitantes de 1801 a los 1 163 000 de 1851. En 1911 se llegó a los 2 421 000. La mayor parte del aumento se debió al auge de la minería del carbón, sobre todo en el distrito de Glamorganshire, el cual pasó de 71 000 habitantes en 1801 a los 232 000 en 1851 y a los 1 122 000 en 1911. El crecimiento poblacional es debido también a la transición demográfica, la cual se vio en los países industrializados durante la Revolución Industrial, ya que la tasa de mortalidad bajó y la de natalidad se mantuvo estable. Además, el flujo migratorio positivo a gran escala contribuyó al gran incremento demográfico de Gales. Los ingleses fueron el grupo más numeroso, aunque también había una gran cantidad de irlandeses y de otros grupos étnicos, entre ellos los italianos, los cuales migraron al sur de Gales. Gales también recibió inmigrantes de varias partes de la Mancomunidad de Naciones en el siglo XX, sobre todo procedentes de las comunidades afrocaribeña y asiática en los núcleos urbanos. En su gran mayoría se consideran galeses.
La población se mantuvo en 2,74 millones en 1972, ya que el movimiento demográfico no era tan significativo. No obstante, a principios de la década de 1980, la población cayó debido al aumento de la emigración. Desde entonces, los flujos migratorios se han dado principalmente dentro de Gales, por lo que ha sido la principal causa del crecimiento de la población. La población residente de Gales en el 2011 se ha incrementado en un 5 por ciento desde el 2001 to 3 063 456 habitantes, de los cuales 1 504 228 son hombres y 1 559 228 son mujeres, según los resultados del censo de 2011. La población de Gales comprendía el 4,8% del total del Reino Unido en 2011.
Gales tiene seis ciudades. Además de Cardiff, Newport y Swansea, las localidades de Bangor, St Asaph y Saint David's poseen el estatus de ciudad en el Reino Unido.

### Idiomas

Proporción de habitantes que podía hablar galés, según el censo de 2011.

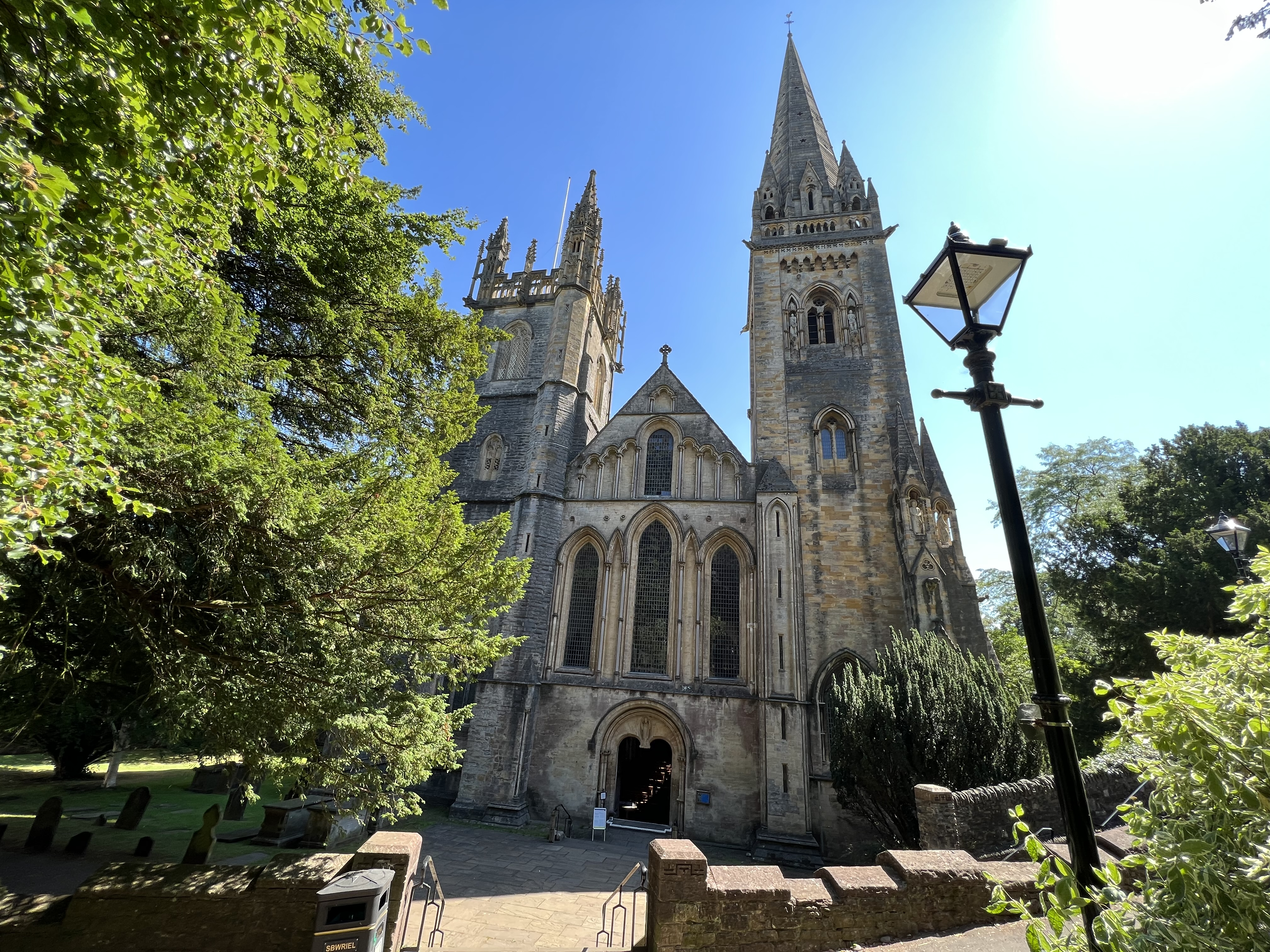
Catedral de San Pedro y San Pablo en Llandaff, De estilo gótico fue establecida en 1170

El idioma galés pertenece a la familia de lenguas indoeuropeas, concretamente a las lenguas celtas. Los idiomas más cercanos son el córnico y el bretón. La mayoría de los lingüistas considera que las lenguas célticas llegaron a Gran Bretaña sobre el año 600 a. C. Las lenguas britónicas se dejaron de hablar en Inglaterra y fueron reemplazadas por el inglés, el cual llegó a Gales a finales del siglo VIII debido a la derrota del Reino de Powys. Las traducciones de la Biblia al galés y la reforma protestante, la cual permitió el uso de idiomas vernáculos en los servicios religiosos, por lo que permitió la supervivencia del idioma tras el abandono de su uso en las élites, ya que comenzaron a extender el inglés en los siglos XV y XVI. Posteriormente, se promulgaron leyes del idioma galés en 1942, 1967, 1993 y 2011, las cuales permitieron mejorar la protección del idioma. Desde la década de 1960, las señales de tráfico son principalmente bilingües. Varias organizaciones públicas y privadas han adoptado el bilingüismo en cierto grado, y desde el 2011 cuenta con el estatus de idioma oficial. El inglés es el idioma que habla la mayoría de los galeses, siendo por lo tanto el idioma oficial. La alternancia de código es común en Gales, aunque no es reconocida por los lingüistas profesionales.
El inglés de Gales es el dialecto presente en la mitad del país. Ha recibido influencias de la gramática galesa e incluye palabras derivadas del galés. Según el historiador John Davies, el inglés de Gales "ha sido objeto de los mayores prejuicios que han sufrido los galeses". El norte y el oeste de Gales siguen siendo las zonas en las que el galés sigue siendo el idioma mayoritario en la mayoría de la población, mientras que el inglés es el segundo idioma. El censo de 2011 mostró que 562 016 personas, el 19 por ciento de la población galesa, era capaz de hablar galés, bajando del 20,8 por ciento mostrado en el censo de 2001. Aunque el monolingüismo en los niños continúa, es un fenómeno que ya no se da en Gales.

### Religión
La religión más numerosa de Gales es el cristianismo, ya que el 57,6 % de la población se autodenominó cristiana en el censo de 2011. La iglesia en Gales cuenta con 56 000 feligreses que participan regularmente en los servicios religiosos. Es una provincia de la comunión anglicana, y formó parte de la Iglesia de Inglaterra hasta el 1920, bajo una ley promulgada en el 1914. El primer signo de inconformismo anglicano en Gales se dio en Llanvaches en 1638, por William Wroth. La Iglesia Presbiteriana de Gales surgió fuera del renacimiento del metodismo en el siglo XVIII, separándose de la Iglesia de Inglaterra en el 1811. La segunda fe más numerosa en Gales es el catolicismo, el cual cuenta con 43 000 personas. El censo de 2011 tenía un 32,1 % de personas que no declaraba pertenecer a ninguna religión, mientras que el 7,6 % no respondió a la pregunta.
El santo patrón de Gales es David de Gales (Dewi Sant), celebrándose el Día de San David (Dydd Gŵyl Dewi Sant) el 1 de marzo. En 1904, se dio un resurgimiento religioso promovido por el evangelismo de Evan Roberts, que dio lugar a la conversión de un gran número de personas al cristianismo no anglicano, incluso comunidades enteras. El estilo de los sermones de Evan Roberts se convirtió en la base de nuevos movimientos religiosos como el pentecostalismo y la iglesia apostólica.
Las religiones no cristianas son pequeñas en Gales, ya que conforman únicamente el 2.7 % de la población. El islam es la más numerosa, con 24 000 personas según el censo de 2011, siendo el 0,8 % de la población. También hay comunidades hinduistas y sijistas, principalmente en las ciudades del sur de Gales como Newport, Cardiff y Swansea, mientras que la mayor concentración de budistas se encuentra en el condado rural occidental de Ceredigion. El judaísmo fue la primera confesión no cristiana que se estableció en Gales desde el Imperio Romano, aunque en el 2001 sólo había 2 000, y en 2019 quedaban únicamente 1 000.

### Educación

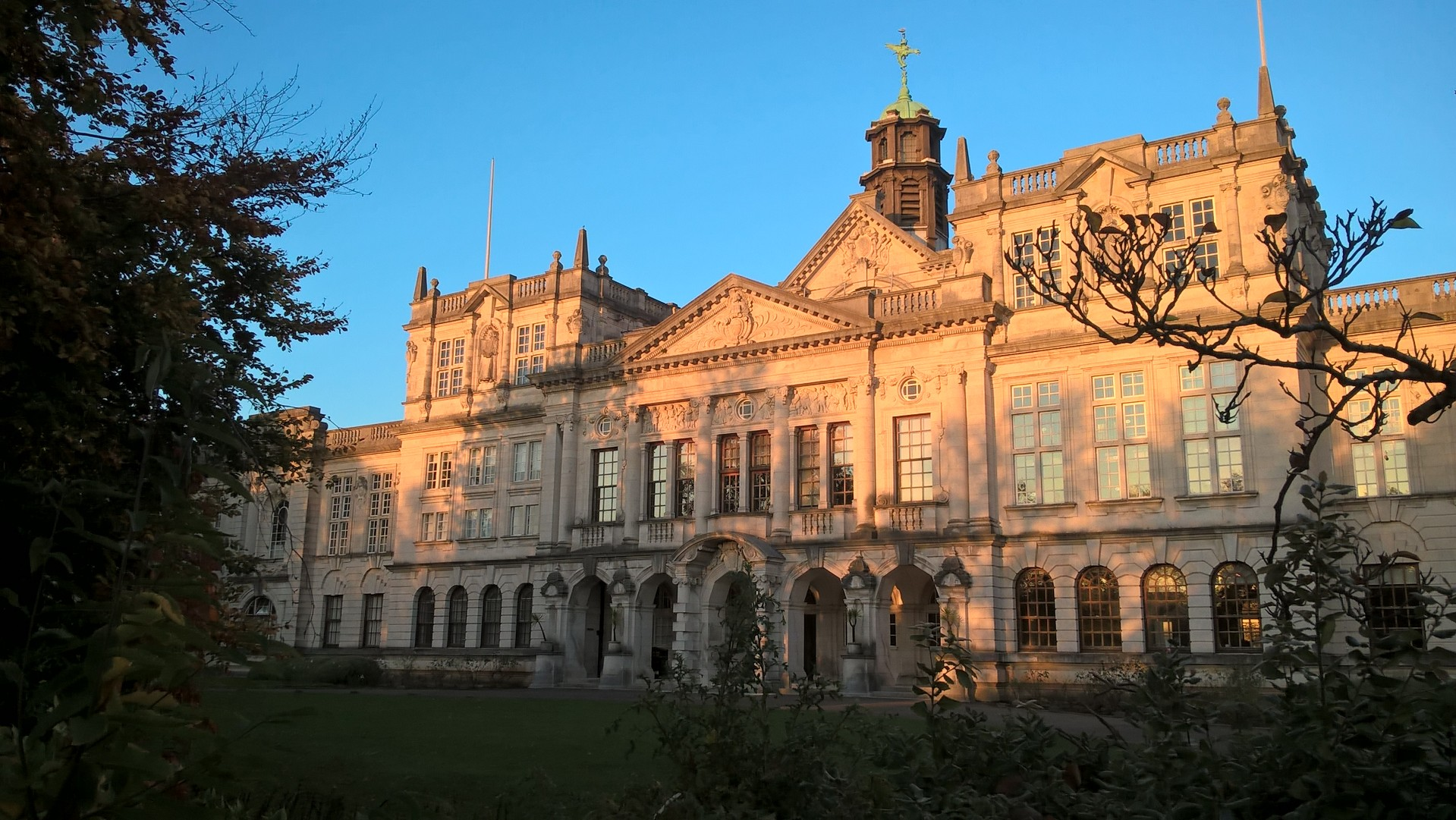
Edificio principal de la Universidad de Cardiff

Gales cuenta con un sistema educativo propio. La educación formal anterior al siglo XVIII la recibía únicamente la élite. Las primeras escuelas de gramática de Gales fueron fundadas en las localidades de Ruthin, Brecon y Cowbridge. Griffith Jones inició uno de los primeros sistemas de enseñanza, ya que introdujo escuelas itinerantes en la década de 1730. Se cree que permitieron enseñar a la mitad del país a leer. En el siglo XIX, con un estado más implicado en la educación, Gales se vio abocado a implementar un sistema educativo principalmente inglés, aunque el país era inconformista, de habla galesa y desigual demográficamente debido a la expansión demográfica del sur. En algunas escuelas, para asegurarse que los niños galeses hablaran en inglés, se utilizaban castigos como el Welsh Not; lo cual causó resentimiento, aunque es difícil de calcular la extensión de su uso. El gobierno estatal y local fomentaron la enseñanza en inglés. Se utilizaron materiales como Brad y Llyfrau Gleision, los cuales fueron vistos como más académicos y útiles para los niños.
La Universidad de Aberystwyth abrió en el 1872. Las siguientes fueron las de Cardiff y Bangor followed, y las tres instituciones se fusionaron en 1893 para formar la Universidad de Gales. La ley de educación galesa de 1889 creó 95 escuelas secundarias. El departamento galés para regular la educación se promulgó en 1907, lo que permitió a Gales obtener ciertas competencias. Se ha producido un resurgimiento de las escuelas galesas en la segunda mitad del siglo XX, ya que se han visto cambios en las guarderías y en la educación primaria que favorecieron la enseñanza del idioma. El galés es un idioma obligatorio en todas las escuelas, entre los 5 y los 16 años de edad. Aunque nunca ha habido colegios exclusivamente de lengua galesa, la educación secundaria y terciaria ha visto un auge en el uso del idioma, y desde el 2011 ha contado con el apoyo del Coleg Cymraeg Cenedlaethol (Colegio Nacional Galés) como una institución federal deslocalizada. En el curso 2018–2019, había 1494 escuelas en Gales. Contaban con un total de 468 398 alumnos, y con 23 593 profesores a tiempo completo.

### Sanidad

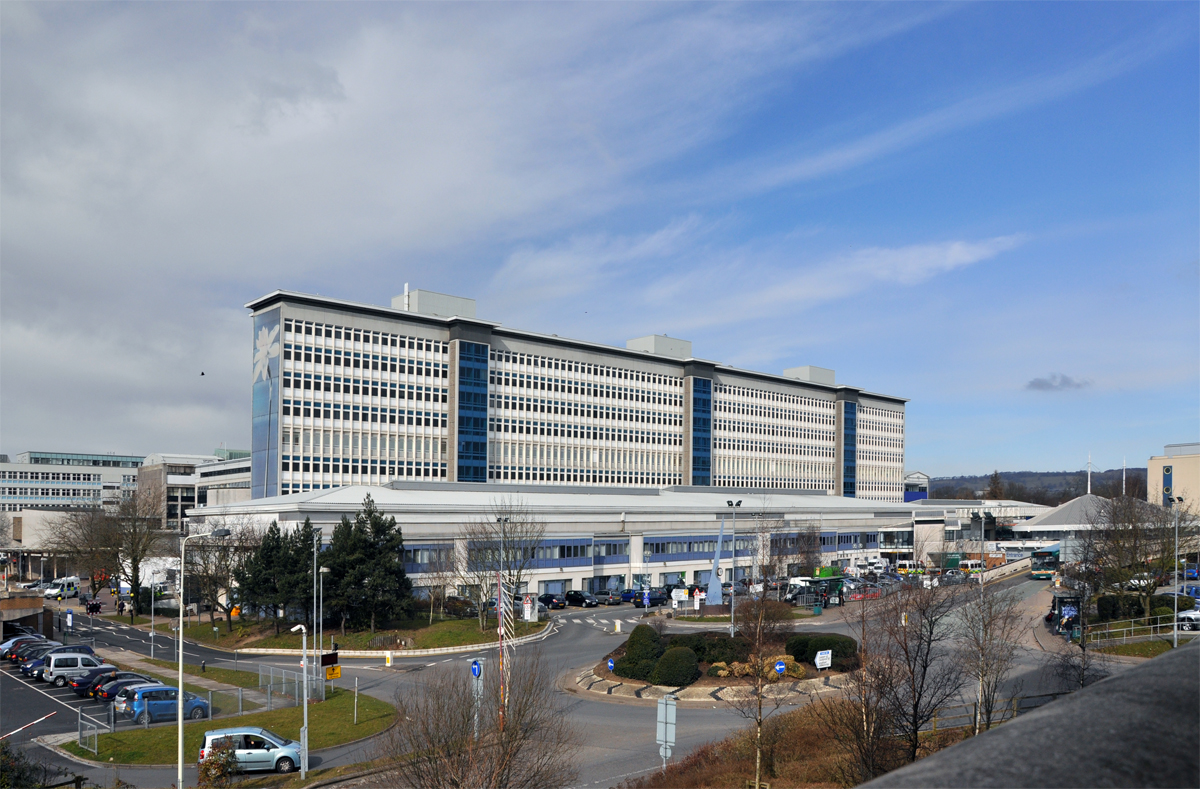
Hospital Universitario de Gales, localizado en Cardiff.

El sistema de salud es público, el cual está proporcionado por NHS Wales/GIG Cymru. En un principio, esta estructura del NHS era común a la de Inglaterra, por la Ley Nacional de Salud de 1946, aunque ganó ciertas competencias en 1969, con la Secretaría de Estado de Gales. La competencia pasó a ser exclusivamente galesa con la devolución de la asamblea en 1999, por lo que la competencia recae en el Ministio de Sanidad y Servicios Sociales. Históricamente, Gales contaba con hospitales de menor tamaño, los cuales estaban concebidos como instituciones voluntarias. Al aparecer técnicas novedosas, más caras, las cuales mejoraban el diagnóstico y el tratamiento, el trabajo clínico se ha concentrado en hospitales de distrito más nuevos y grandes. En 2006, había diecisiete distritos hospitalarios en Gales. NHS Wales cuenta con 80 000 trabajadores, siendo así el empleador más numeroso en Gales. Una encuesta de salud realizada en Gales en 2009 concluyó con el 51 % de adultos que contaban con una salud buena o excelente, mientras que el 21 % describió su salud como aceptable o mala. La encuesta registró que el 27 % de los adultos galeses tenía enfermedades crónicas, como artritis, asma, diabetes o problemas cardíacos. La encuesta nacional de Gales de 2018, la cual tenía una sección sobre los hábitos de salud, registró un 19 % de adultos fumadores, un 18 % con un consumo de alcohol elevado, mientras que el 53 % llegaba a la actividad física recomendada por semana, que era de 150 minutos.

### Identidad

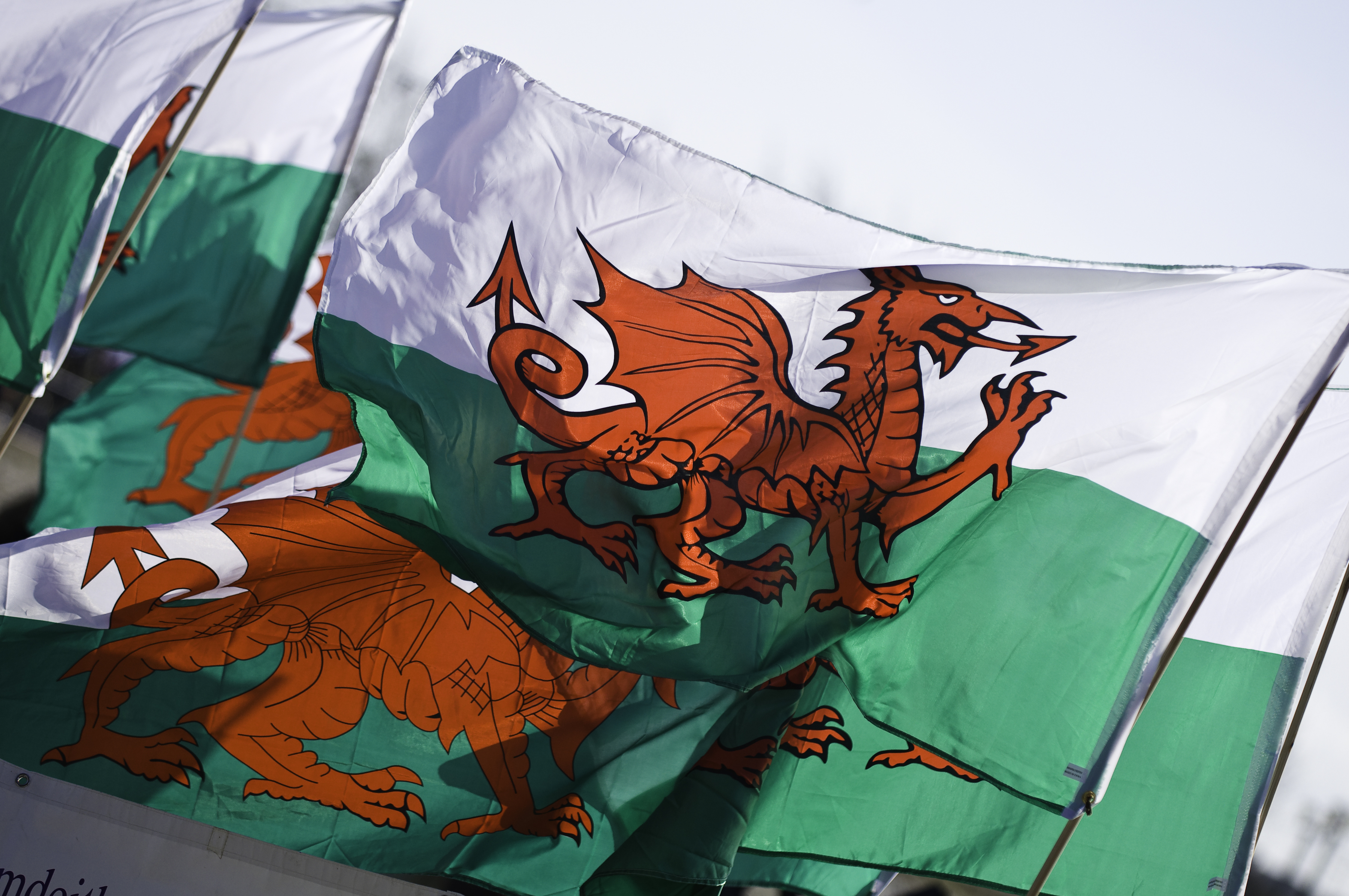
Banderas de Gales, Día de San David

El censo de 2021 mostró que el 55,2 por ciento se identificaba como "galés solamente", el 8,1 por ciento como "galés y británico" y una proporción combinada de personas que se identificaban como galesas del 63,3 por ciento. La Encuesta Anual de Población de Gales mostró que la proporción de personas que se identificaban como galesas frente a otra identidad era del 62,3 por ciento en 2022, frente al 69,2 por ciento en 2001.
Un sondeo de YouGov de 2022 reveló que el 21% se consideraba galés no británico, el 15% más galés que británico, el 24% galés y británico a partes iguales, el 7% más británico que galés, el 20% británico y no galés y el 8% otro. El 67% se consideraba galés en algún grado.
La Ley de la Lengua Galesa de 1967 derogó un artículo de la Ley de Gales y Berwick, por lo que "Gales" dejó de formar parte de la definición jurídica de Inglaterra. Esto definió básicamente a Gales como una entidad jurídica separada (pero dentro del Reino Unido), por primera vez desde antes de las Leyes de Gales de 1535 y 1542, que definían a Gales como parte del Reino de Inglaterra. La Ley de la Lengua Galesa de 1967 también amplió los ámbitos en los que se permitía el uso del galés, incluso en algunas situaciones jurídicas.

## Cultura

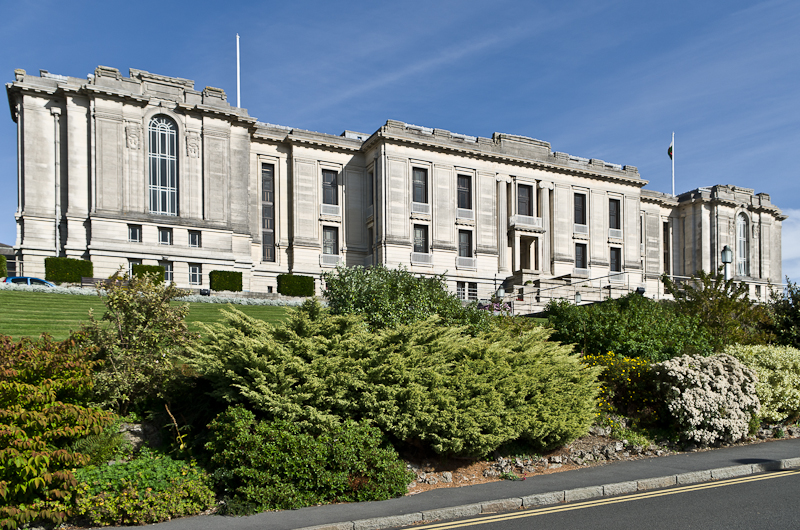
La Biblioteca Nacional de Gales, en Aberystwyth.

Gales tiene una cultura distintiva que incluye su propia lengua, costumbres, días de fiesta y música. Su principal símbolo es el dragón galés rojo. Otros emblemas nacionales son el puerro y el narciso. Las palabras galesas para ambas plantas son muy parecidas, lo que se presta a múltiples confusiones.

### Literatura
La literatura de Gales se ha escrito en galés, latín e inglés. Sus orígenes se remontan hasta la Edad Media, en torno al siglo VI. La primera obra digna de mención es la Historia Brittonum, en cuyas páginas ya se nombra a figuras de la tradición épica como Taliesin y Aneirin, respectivamente autores de Llyfr Taliesin y de Y Gododdin.

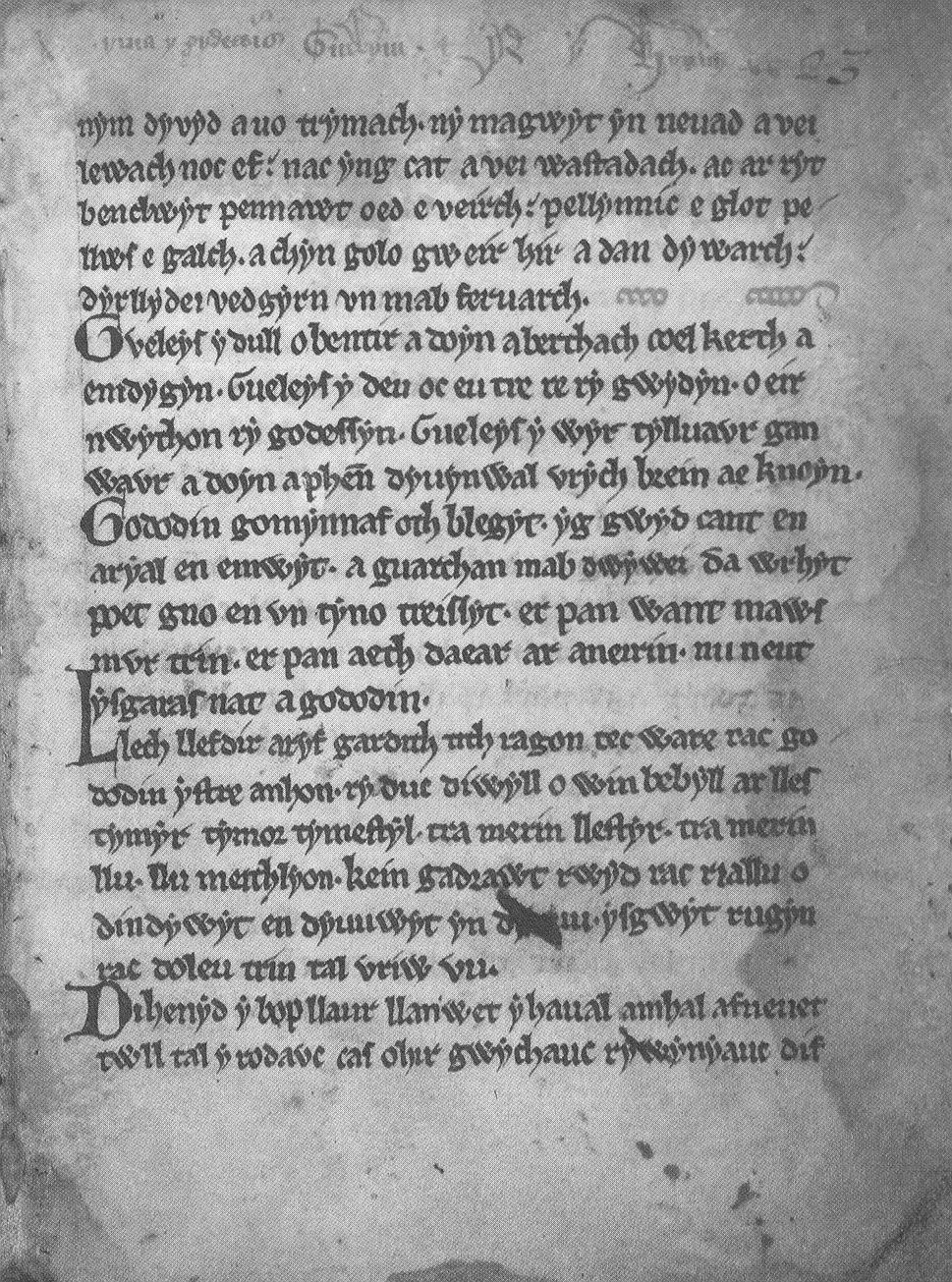
Página del Y Gododdin, poema del.

A comienzos del siglo XIV se desarrolló la forma métrica cywydd, que se convertiría en la más importante de la poesía tradicional galesa. La principal obra de la incipiente tradición es la de Geoffrey de Monmouth, quien en su Historia Regum Britanniae reseña las vidas de los reyes de los bretones, comenzando con los troyanos para terminar con la toma de Bretaña por parte de los anglosajones en el siglo VII. La obra fue compuesta en los años 1130.
Entre los escritores galeses en latín destaca el historiador Giraldus Cambrensis. Por su parte, el primer libro escrito completamente en galés es el Libro negro de Carmarthen, en los años 1250, siendo a su vez el Mabinogion la colección más importante de relatos medievales locales.

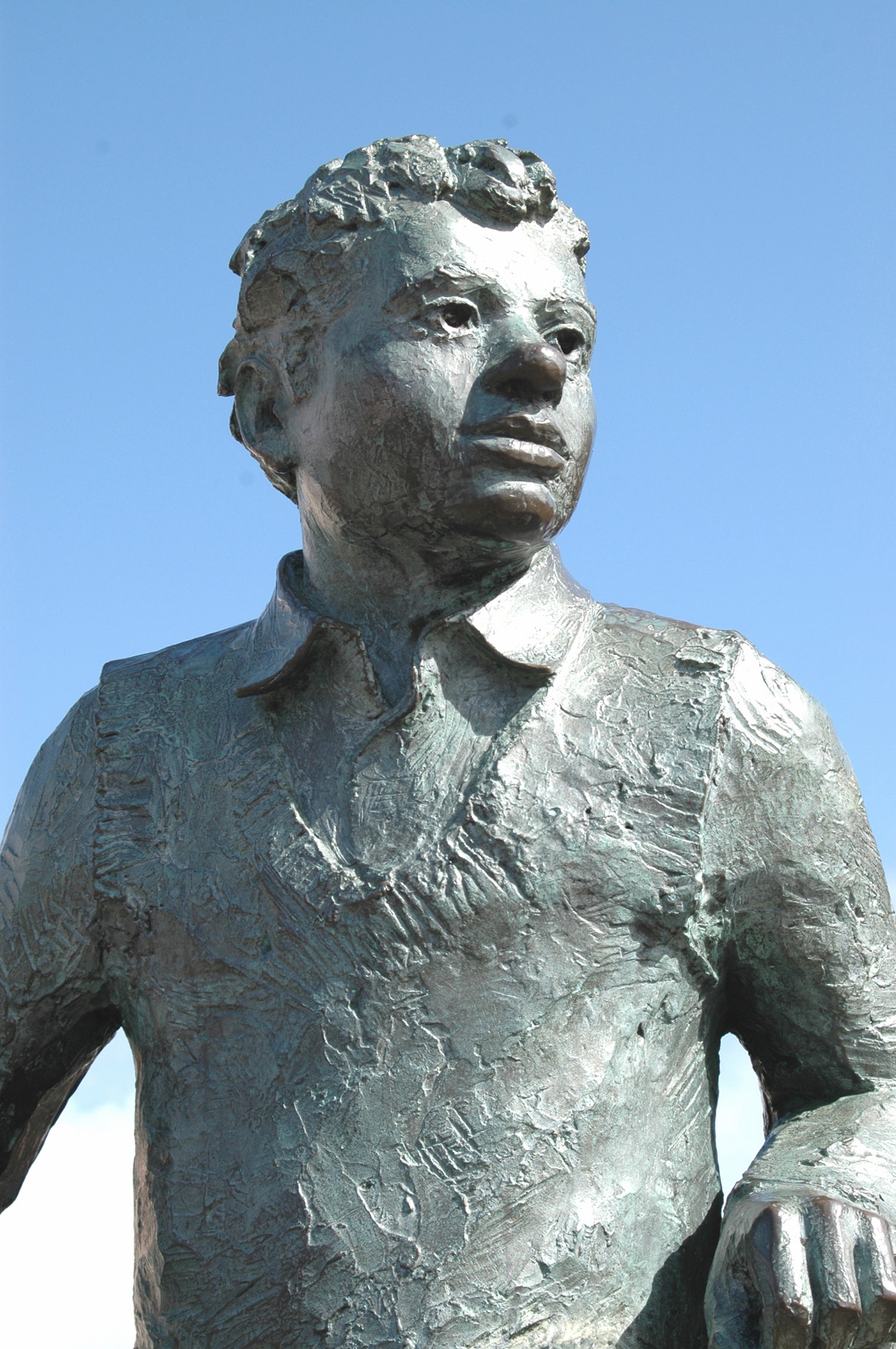
Dylan Thomas, poeta galés de la primera mitad del.

En 1588, William Morgan tradujo y publicó la Biblia en galés, favoreciendo la difusión tanto de la lengua como de la literatura galesa. Durante los siglos XVI y XVII se aprecian, asimismo, las primeras manifestaciones de una literatura anglo-galesa en inglés, en las obras de Henry Vaughan y de George Herbert.
En el siglo XVIII las actividades de personalidades como el masón e historiador Iolo Morganwg contribuyen a la recuperación del Eisteddfod. De esta época cabe mencionar Visiones del bardo durmiente (Gweledigaetheu y Bardd Cwsc) de Ellis Wynne, una obra clásica de la literatura en lengua galesa publicada en 1703.
A finales del siglo XIX y principios del XX, la literatura comenzó a reflejar la utilización política de la lengua, en lo cual destacaron el líder del nacionalismo galés, Saunders Lewis, y la escritora Kate Roberts.
La industrialización del sur de Gales a partir del siglo XIX provocó la inmigración de anglohablantes a esa zona, lo que contribuyó a la aparición de una literatura anglo-galesa. Entre los autores más destacados de esta vertiente de la literatura galesa se encuentran Arthur Machen, Lewis Jones, Richard Llewellyn y Dylan Thomas, autor de Bajo el bosque lácteo.

### Museos y bibliotecas
El Museo Nacional de Gales fue fundado por la Carta Real en 1907 y ahora es un organismo patrocinado por el Gobierno de Gales. El Museo Nacional se compone de siete instituciones repartidas por todo el país, entre los cuales destacan el Museo y Galería Nacional de Cardiff, el Museo Nacional de Historia St Fagans; y el Museo Nacional del carbón Big Pit .
Aberystwyth es la sede de la Biblioteca Nacional de Gales, que alberga algunas de las colecciones más importantes de Gales, como la Biblioteca de John William y la colección del Castillo Shirburn. Además de su colección impresa, la biblioteca posee importantes colecciones de arte de Gales, así como colecciones de retratos y fotografías, de objetos efímeros, de tarjetas postales, carteles, mapas del Servicio Oficial...

### Arquitectura
Gales cuenta con una gran riqueza arquitectónica. En épocas prehistóricas sus habitantes construyeron cromlechs, como los de Pentre Ifan, Bryn Celli Ddu y Parc Cwm long cairn. En abril de 2001, se concedió a las atracciones del Museo Nacional, la libre entrada por la Asamblea, y gracias a esta acción, el número de visitantes a los sitios aumentaron durante 2001-2002 por un 87,8 % a 1 430 428.

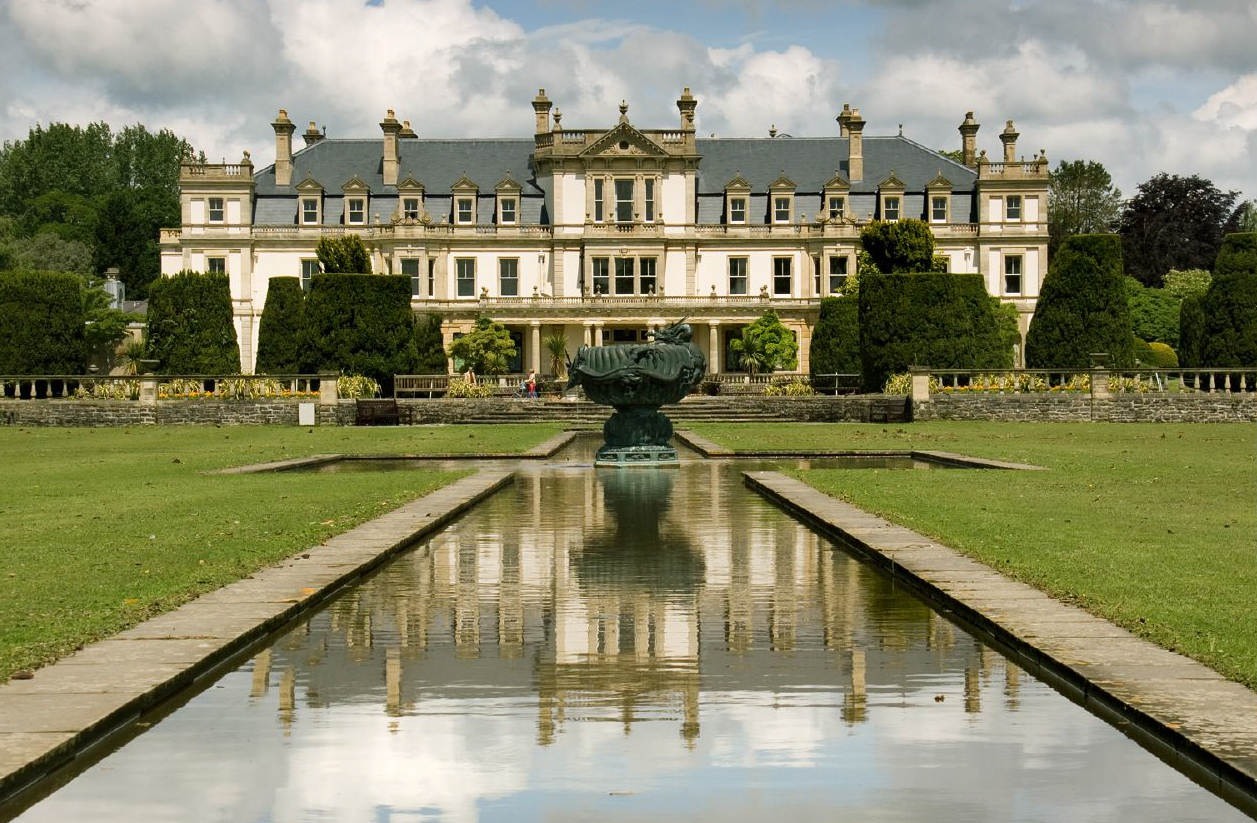
La Casa Dyffryn uno de los múltiples palacios en Gales

Entre sus construcciones, destacan los castillos medievales de Beaumaris, Bodelwyddan, Bodelwyddan, Cardiff, Coch, Caernarfon, Conwy, Dinefwr, Harlech, Pembroke, Rojo y Powis.
Dentro de sus templos religiosos se encuentran las catedrales anglicanas de Bangor, Brecon, Llandaff, Newport, San David y San Asaph, así como las católicas de Wrexham y Metropolitana de Cardiff.
Otras construcciones de valor en la capital son el Museo y Galería Nacional, la Universidad, la Alcaldía, los estadios Millenium y Arms Park, los edificios antiguo y moderno de la Asamblea Nacional de Gales, el centro de artes escénicas Centro del Milenio de Gales, la sala de conciertos St.David's Hall, o la moderna Biblioteca Central, inaugurada en marzo de 2009.

### Mitología
Los cynfeirdd (los primeros poetas) transmitieron oralmente restos de la mitología celta nativa de los británicos precristianos. Parte de su obra sobrevive en manuscritos galeses medievales posteriores: el Libro Negro de Carmarthen y el Libro de Aneirin (ambos del siglo XIII); el Libro de Taliesin y el Libro Blanco de Rhydderch (ambos del siglo XIV); y el Libro Rojo de Hergest (hacia 1400).
Las historias en prosa de los Libros Blanco y Rojo se conocen como el Mabinogion. Poemas como Cad Goddeu (La batalla de los árboles) y listas mnemotécnicas como las Tríadas galesas y los Trece tesoros de la isla de Gran Bretaña también contienen material mitológico. Estos textos incluyen las primeras formas de la leyenda artúrica y la historia tradicional de la Gran Bretaña posromana. Otras fuentes del folclore galés son la compilación histórica latina del siglo IX Historia Britonum (Historia de los britanos) y la crónica latina del siglo XII Historia Regum Britanniae (Historia de los reyes de Gran Bretaña), de Godofredo de Monmouth, y el folclore posterior, como The Welsh Fairy Book (El libro de las hadas galés), de W. Jenkyn Thomas.

### Artes visuales
Se han encontrado obras de arte celta en Gales. En la Alta Edad Media, el cristianismo celta de Gales formaba parte del arte insular de las islas británicas. Se conservan varios manuscritos iluminados procedentes de Gales, como los Evangelios de Hereford y los Evangelios de Lichfield, del siglo VIII. El salterio Ricemarch del siglo XI (hoy en Dublín) es ciertamente galés, realizado en San David, y muestra un estilo insular tardío con una inusual influencia vikinga.

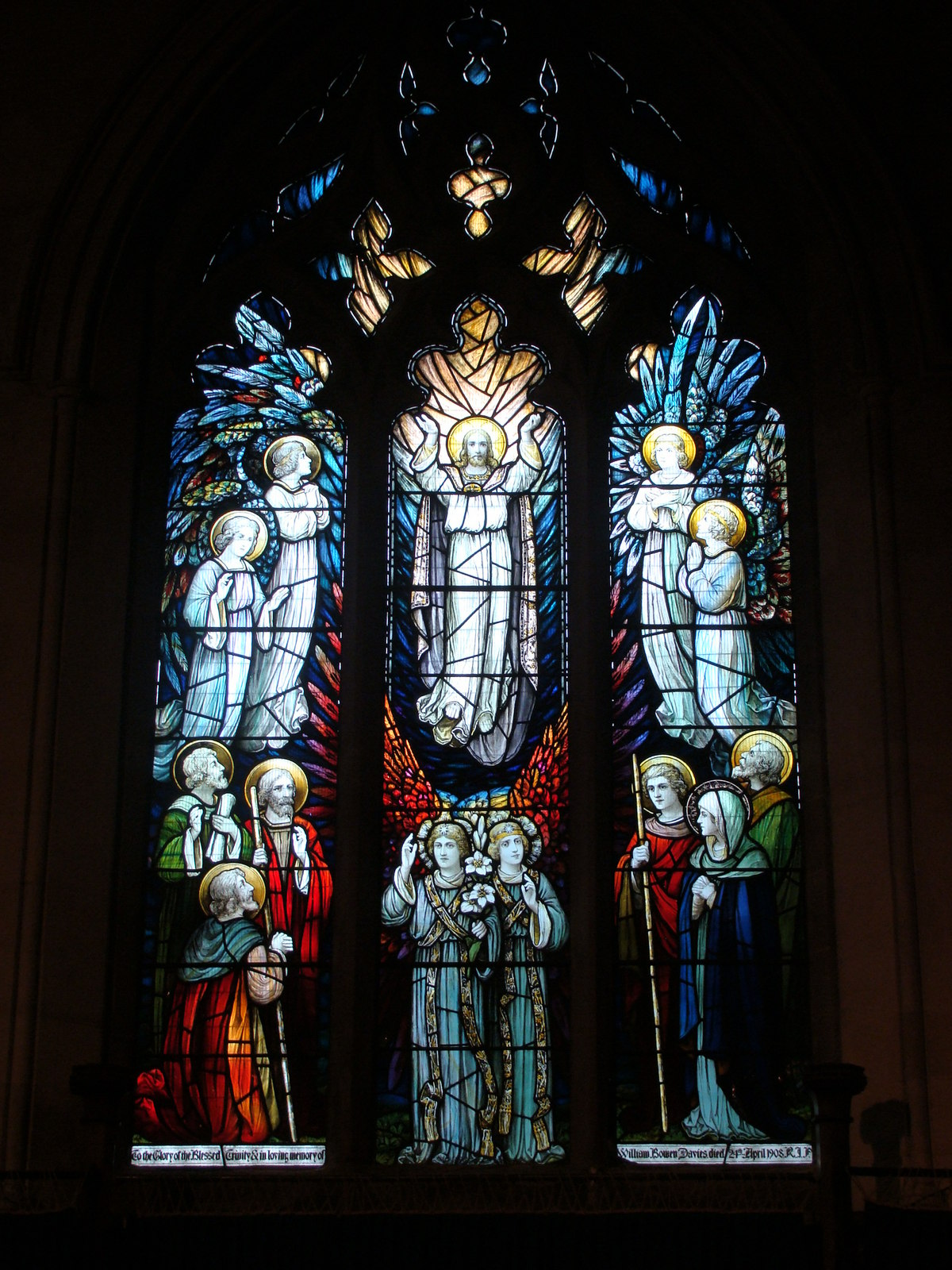
Vitrales de la Iglesia de la Santísima Trinidad en Llandrindod Wells

Algunos artistas galeses de los siglos XVI-XVIII tendieron a abandonar el país para trabajar, trasladándose a Londres o Italia. Richard Wilson (1714-1782) es posiblemente el primer paisajista británico importante. Aunque destacó más por sus escenas italianas, pintó varias escenas galesas en sus visitas desde Londres. A finales del siglo XVIII, la popularidad del paisajismo creció y se encontraron clientes en las grandes ciudades galesas, lo que permitió a más artistas galeses permanecer en su tierra natal. Los artistas de fuera de Gales también se sintieron atraídos a pintar paisajes galeses, al principio debido al renacimiento celta.
Una ley del Parlamento de 1857 dispuso la creación de varias escuelas de arte en todo el Reino Unido, y la Escuela de arte de Cardiff abrió sus puertas en 1865. Los graduados a menudo tenían que salir de Gales para trabajar, pero Betws-y-Coed se convirtió en un centro popular para los artistas y su colonia de artistas ayudó a formar la Real Academia de Arte de Cambrian en 1881. El escultor Sir William Goscombe John realizó obras para encargos galeses, aunque se había establecido en Londres. Christopher Williams, cuyos temas eran en su mayoría decididamente galeses, también estaba afincado en Londres. Thomas E. Stephens y Andrew Vicari tuvieron carreras muy exitosas como retratistas en Estados Unidos y Francia, respectivamente.
Los pintores galeses gravitaron hacia las capitales europeas del arte. Augustus John y su hermana Gwen John vivieron principalmente en Londres y París. Sin embargo, los paisajistas Sir Kyffin Williams y Peter Prendergast vivieron en Gales la mayor parte de su vida, sin dejar de estar en contacto con el mundo del arte en general. Ceri Richards estuvo muy implicado en la escena artística galesa como profesor en Cardiff e incluso después de trasladarse a Londres. Fue pintor figurativo de estilos internacionales, incluido el surrealismo. Varios artistas se trasladaron a Gales, entre ellos Eric Gill, el londinense-gales David Jones y el escultor Jonah Jones. La Kardomah Gang era un círculo intelectual centrado en el poeta Dylan Thomas y el poeta y artista Vernon Watkins en Swansea, que también incluía al pintor Alfred Janes.
El sur de Gales contaba con varias alfarerías notables, siendo una de las primeras importantes la Ewenny Pottery de Bridgend, que comenzó a producir loza en el siglo XVII. En los siglos XVIII y XIX, al disponerse de métodos más científicos, se produjeron cerámicas más refinadas, encabezadas por la Cambrian Pottery (1764-1870, también conocida como "alfarería de Swansea") y más tarde la Nantgarw Pottery, cerca de Cardiff, que estuvo en funcionamiento desde 1813 hasta 1822 fabricando porcelana fina y luego cerámica utilitaria hasta 1920. Portmeirion Pottery, fundada en 1960 por Susan Williams-Ellis, hija de Clough Williams-Ellis, creador del pueblo italianizante de Portmeirion, Gwynedd, tiene su sede en Stoke-on-Trent, Inglaterra.

## Deporte

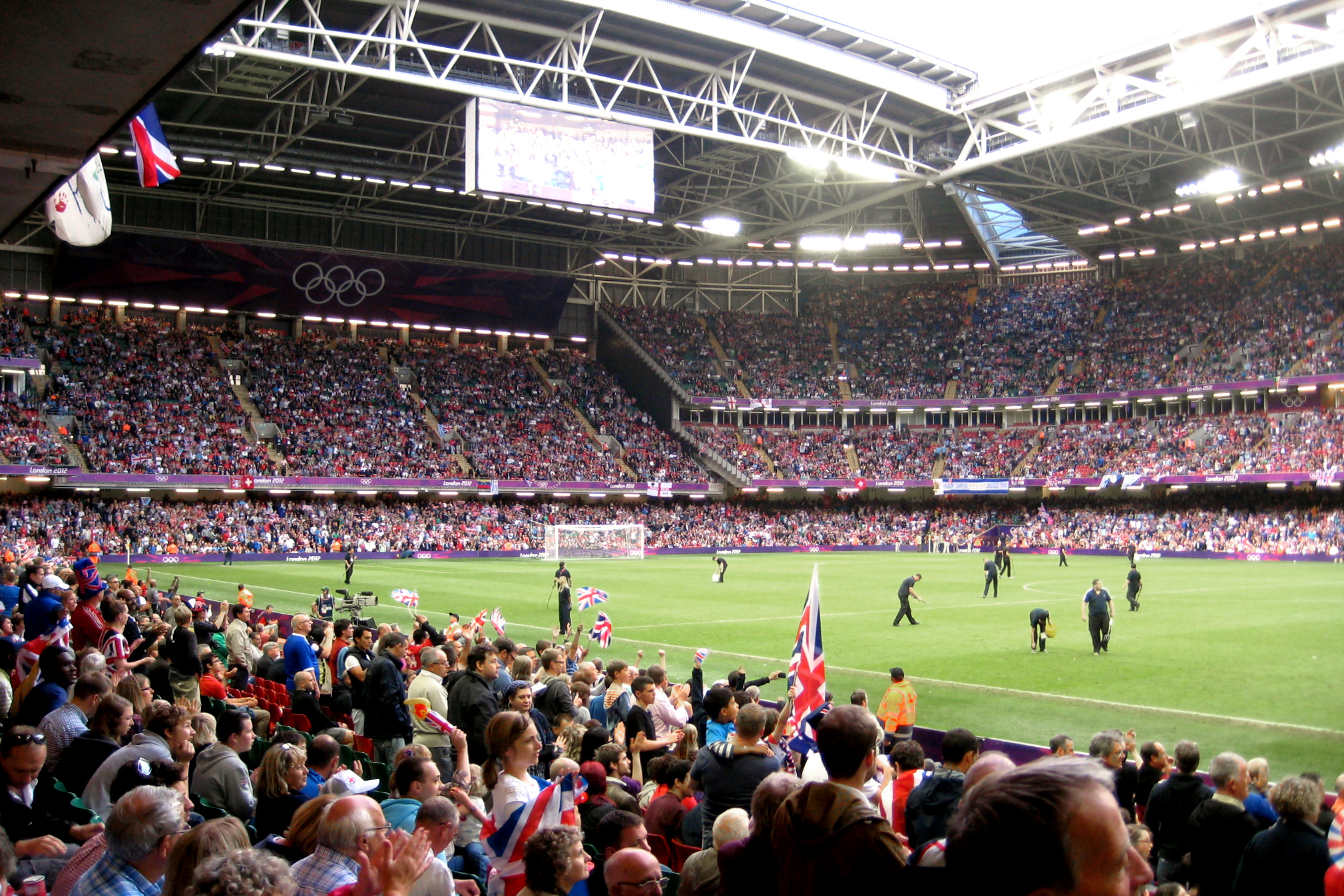
Millennium Stadium en Gales

Los principales deportes en Gales son el rugby y el fútbol. En cuanto nación constituyente del Reino Unido es representada por su equipo nacional en grandes eventos deportivos como la Copa Mundial de Fútbol con la selección de fútbol de Gales; y de Rugby, o los Juegos de la Commonwealth. Gales cuenta asimismo con federaciones nacionales de ambos deportes: la Unión Galesa de Rugby y la Asociación de fútbol de Gales.
Como en Nueva Zelanda, el rugby es un elemento de la identidad nacional, excepto en Gales del Norte, donde el fútbol es el principal deporte. La selección de rugby de Gales participa anualmente en el Torneo de las Seis Naciones. Ha disputado todas las Copas del Mundo y organizó el torneo en 1999 y en 2015. Los equipos regionales de Gales conforman la Liga Celta de rugby junto a los equipos de Irlanda y Escocia y participan además en la Copa Heineken.
La Asociación de Fútbol de Gales, fundada en 1876, dirige los clubes profesionales a nivel nacional. La Copa de Gales se disputa desde 1877 y la Premier League de Gales desde 1992. Sin embargo, el Cardiff City F. C., el Swansea City AFC y otros equipos galeses disputan la liga inglesa y otras competiciones, por lo que han quedado excluidos de los torneos galeses desde 1995.